# Жуань Юань
Жуа́нь Юа́нь (кит. трад. 阮元, пиньинь Ruǎn Yuán, 1764—1849) — государственный деятель эпохи Цин, антиквар и коллекционер, интеллектуал широкого профиля: конфуцианский философ, текстолог, исследователь эпиграфики, историк астрономии и математики. Просветитель, основавший несколько учебных заведений и публичных библиотек в Ханчжоу, Янчжоу и Гуанчжоу, некоторые из которых функционировали ещё в начале XX века. Также успешно занимался живописью и каллиграфией.
Происходил из небогатой семьи, достиг благополучия исключительно за счёт собственных талантов. В 1789 году удостоен степени цзиньши, в 1791 году получил высшее место на экзамене в Академии Ханьлинь. С 1793 года — на службе в Нэйгэ, шесть лет пробыл начальником отдела образования (сюэчжэн) в Шаньдуне и Чжэцзяне, в 1799—1809 годах — губернатор Чжэцзяна (с перерывом в 1805—1807), в 1814 году назначен губернатором Цзянси и переведён на должность генерал-губернатора в Гуандун и Гуанси (до 1824 года). В 1826—1835 годах — генерал-губернатор Юньнани и Гуйчжоу. С 1835 года — на высших чиновничьих должностях в столице, дослужившись до звания Великого секретаря; с 1838 года в отставке. В 1846 году удостоен почётного звания Великого наставника; посмертно удостоен титула «Культурный и мудрый».
Опубликовал более 80 сочинений, некоторые из которых переиздаются в XXI веке, в первую очередь «Шисань цзин чжушу» — сводка авторитетных комментариев к «Тринадцатиканонию» (1816). Опубликовал также сборник биографий астрономов и математиков, включавший первые в Китае жизнеописания Коперника, Галилея, Ньютона и других. Наследие Жуань Юаня в ХХ и XXI веках привлекало внимание исследователей как биография образцового конфуцианского чиновника и учёного-антиквара, полностью лояльного маньчжурской власти и традиционной системе ценностей.

## Становление (1764—1786)

### Происхождение

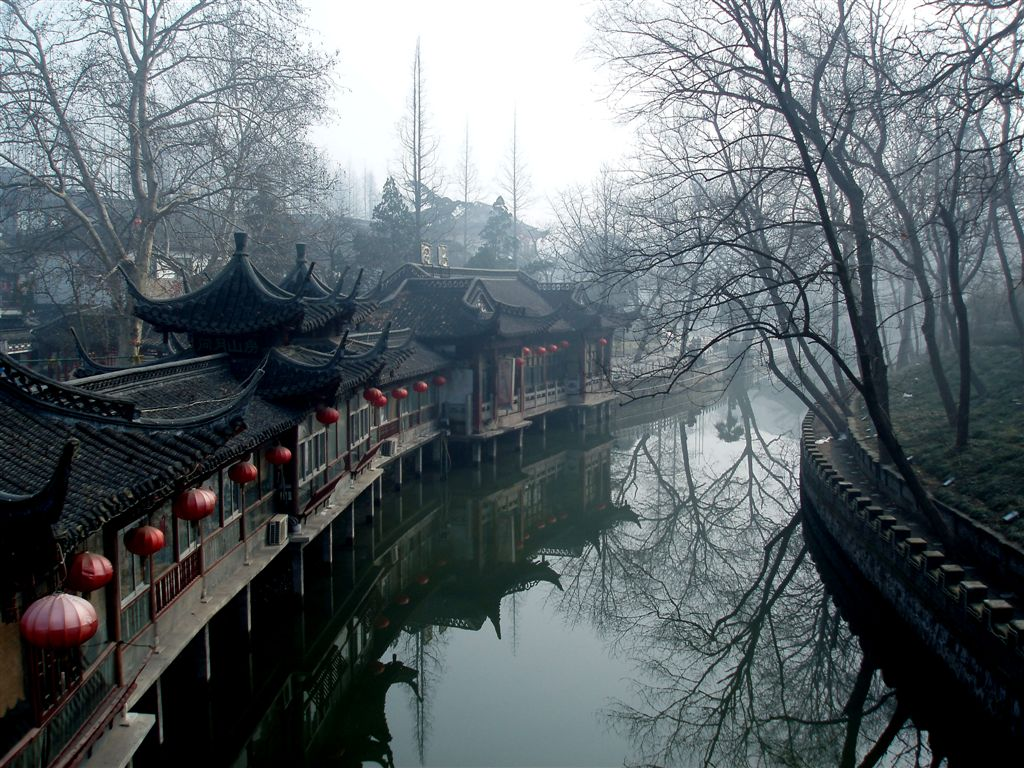
Вид Янчжоу. Фото 14 декабря 2005 года

Официальные документы называли местом рождения Жуань Юаня уезд Ичжэн Янчжоуской управы, но на самом деле он родился в уезде Бэйху той же управы. Его род известен со времён империи Северная Сун, а в Янчжоу клан поселился в конце существования империи Мин. Из Ичжэна был его дед — Жуань Юйтан (1695—1759), который успешно сдал военные экзамены и дослужился до предводителя войск провинции Хунань. Причиной приписки клана к Ичжэну являлось наличие квот на сдачу экзаменов, из-за чего уроженцы других уездов стремились получить регистрацию, на что закрывали глаза местные власти. Семья Жуаней принадлежала к прослойке шэньши, но не была богатой, и не участвовала активно в политической или экономической жизни города. В одном из стихотворений, написанных в старости, Жуань Юань сокрушался, что в детстве не мог бывать в знаменитых садах Янчжоу, то есть его родичи не получали приглашений к важным семействам. В Янчжоу в XVIII веке было зарегистрировано более 60 купеческих семейств с совокупным капиталом, превышающим годичный государственный доход; преимущественно, это были торговцы солью. Богатство местной элиты привело к расцвету культуры и основанию конфуцианских академий, ни в одной из которых, однако, Жуань Юань не занимался.
Жуань Юань относился к военному сословию, о чём писал с гордостью, возводя свою генеалогию к странствующим воинам эпохи Южной Сун. Хотя его родственники имели гражданские степени, отец — Жуань Чэнсинь (1734—1805) — получил военное образование, но не состоял на службе. Будучи азартным игроком, он промотал наследство и занимался торговлей солью со своим дядей по материнской линии в Ханьяне. Жуань Юань был единственным ребёнком, и поскольку от рождения не отличался здоровьем, его не стали воспитывать как военного. В своей семье он стал единственным обладателем высшей конфуцианской учёной степени, и единственным, кто достиг вершин гражданской карьеры. Этим он в значительной степени был обязан матери, происходившей из семейства Линь. Дед Жуаня по материнской линии в 1753 году удостоился степени цзюйжэня и служил начальником уезда Датянь (провинция Фуцзянь). Жуань Юань утверждал, что его мать получила отличное образование, имела литературный и поэтический талант, но ни одно её сочинение не сохранилось. Мать была укоренена в конфуцианской традиции, и не позволила нанять буддийских монахов на похороны своих свёкра и свекрови. Из-за скромного материального положения в семье не было слуг, госпожа Линь сама занималась домашними делами, и она же в пятилетнем возрасте начала обучение Юаня чтению и письму. Сохранилось стихотворение, написанное им в 6-летнем возрасте. С 6-летнего возраста он заучивал наизусть «Мэн-цзы», а между 8—10 годами углублённо занимался танской поэзией под руководством матери.

### Обучение. Женитьба
В 6 лет Жуань Юаня отправили к учителю Цзя Тяньнину, местному эрудиту, женатому на его тётке по отцовской линии. Когда Юаню исполнилось 9 лет, родителям пришлось продать дом, построенный дедом. Сын тогда перешёл под руководство Цяо Чуньлина, ученика Цзя Тяньнина, который был настолько углублён в конфуцианские штудии, что так и не женился, и не состоял на службе. Несмотря на его эксцентричность, Жуань Юань почитал учителя до конца его дней, и в 1795 году вместе с ним совершил паломничество на родину Конфуция в Цюйфу. Для обучения искусству написания восьмичленных сочинений, с 17 лет Жуань Юань занимался у Ли Даонаня (1712—1787). Это был знаменитый учёный, получивший высшую конфуцианскую степень на столичных экзаменах. От него Жуань Юань унаследовал навыки, которыми пользовался на протяжении своей полувековой карьеры — искусство чётко и ясно выражать свои мысли как в письменной, так и в устной форме.
В 1778 году Жуань Юань впервые участвовал в предварительных экзаменах, дающих возможность участвовать в государственных экзаменах на низшую конфуцианскую степень. Для допуска требовалось представить данные на предков по мужской линии в трёх коленах, чтобы доказать законность фамилии и удовлетворять цензу оседлости, а также удостоверить, что ни кандидат, ни его родители не носят траура и не являются осуждёнными преступниками, актёрами или лицами иных «нечистых» профессий. Оплатил экзамен Фан Литан — отец его друга детства. Если верить легенде, бытующей в среде потомков Жуань Юаня, готовясь к экзаменам, он был вынужден работать в семейной лавке счетоводом. О его способностях та же легенда утверждала, что когда были по оплошности утрачены бухгалтерские книги, юный Жуань полностью восстановил их по памяти. Поступив к Ли Даонаню, он жил в доме своего учителя.
В сентябре 1781 года в возрасте 47 лет скоропостижно скончалась мать Жуань Юаня. Выдержав положенный трёхлетний траур, Жуань Юань женился, что было в среде небогатых горожан способом приобрести бесплатную рабочую силу и поправить благосостояние на приданом. Невеста — урождённая Цзян, была правнучкой двоюродного дяди его отца по материнской линии, она также имела отношение к роду потомков Конфуция. Как обычно в старой китайской традиции, имя её неизвестно. У них была дочь, а в 1787 году Жуань Юань, уезжая на столичные экзамены в Пекин, оставил жене 10-летнюю служанку Лю Вэньжу.

### Государственный экзамен

Оглашение результатов государственного экзамена. Фрагмент картины Цю Ина

Инспекторами на государственных экзаменах в Цзянсу были влиятельные столичные чиновники Се Юн (1719—1795) и Чжу Гуй (1731—1807), которые исполняли должности наставников наследника престола. Способности Жуань Юаня произвели на них впечатление, что давало ему известные преимущества в будущей карьере. Существенным было и то, что Чжу Гуй возглавлял собственную придворную группировку, независимую от премьер-министра Хэшэня. Однако в продвижении Жуань Юаня по службе намного большую роль сыграл Се Юн, который подобным образом «открыл» несколько талантливых молодых людей из провинции. На предварительных экзаменах 1784 года Жуань Юань занял четвёртое место, а далее стал первым на экзамене юанькао, что давало ему казённую стипендию для дальнейшего обучения и звание шэнъюаня. Официально его прикрепили к уездной школе Ичжэна, но фактически он состоял в свите Се Юна. Тот, под впечатлением способностей Юаня кратко и ясно излагать мысли и идеи, добился для него дополнительного содержания в 4 ляна серебра в год и 6 мешков риса ежемесячно. Такие стипендии обычно выделялись кандидатам из бедных семей, чтобы они могли посвятить себя занятиям, не отвлекаясь на заработки. Как обладатель учёной степени, он освобождался от налогов, телесных наказаний и обязанности приветствовать земным поклоном городское начальство. Жуань Юань сопровождал своего патрона в инспекциях экзаменационных комиссий, читал и проверял сочинения кандидатов.
С 24 сентября по 7 октября 1786 года Жуань Юань держал испытания на вторую конфуцианскую степень, причём для провинциалов этот этап включал и устное собеседование: комиссия должна была удостовериться, не были ли подделаны результаты письменного экзамена. Экзамен провинциального уровня для Цзяннани проводился в Нанкине, Жуань Юань занял на нём первое место, и был приглашён на собеседование к Чжу Гую. Чжу Гуй был очень впечатлён, и предложил Се Юну взять 22-летнего Жуань Юаня в Пекин. Для него это было серьёзным испытанием: после получения звания он лишался казённой стипендии, а его жена ожидала ребёнка. Клан Жуаней был не в состоянии оплатить его пребывание в столице, а субсидия на проезд в столицу от государства составляла всего 5 лянов. Вэй Байди предположила, что Жуань Юаня вновь материально поддержал Фан Литан. Уже оказавшись в Пекине, Жуань Юань добился, чтобы купцы и чиновники из Янчжоу (третьего ранга и выше) основали и поддерживали фонд для субсидирования талантливых земляков в размере 3000 лянов в год.

## Пекин. Начало карьеры (1786—1799)

### Пребывание в столице

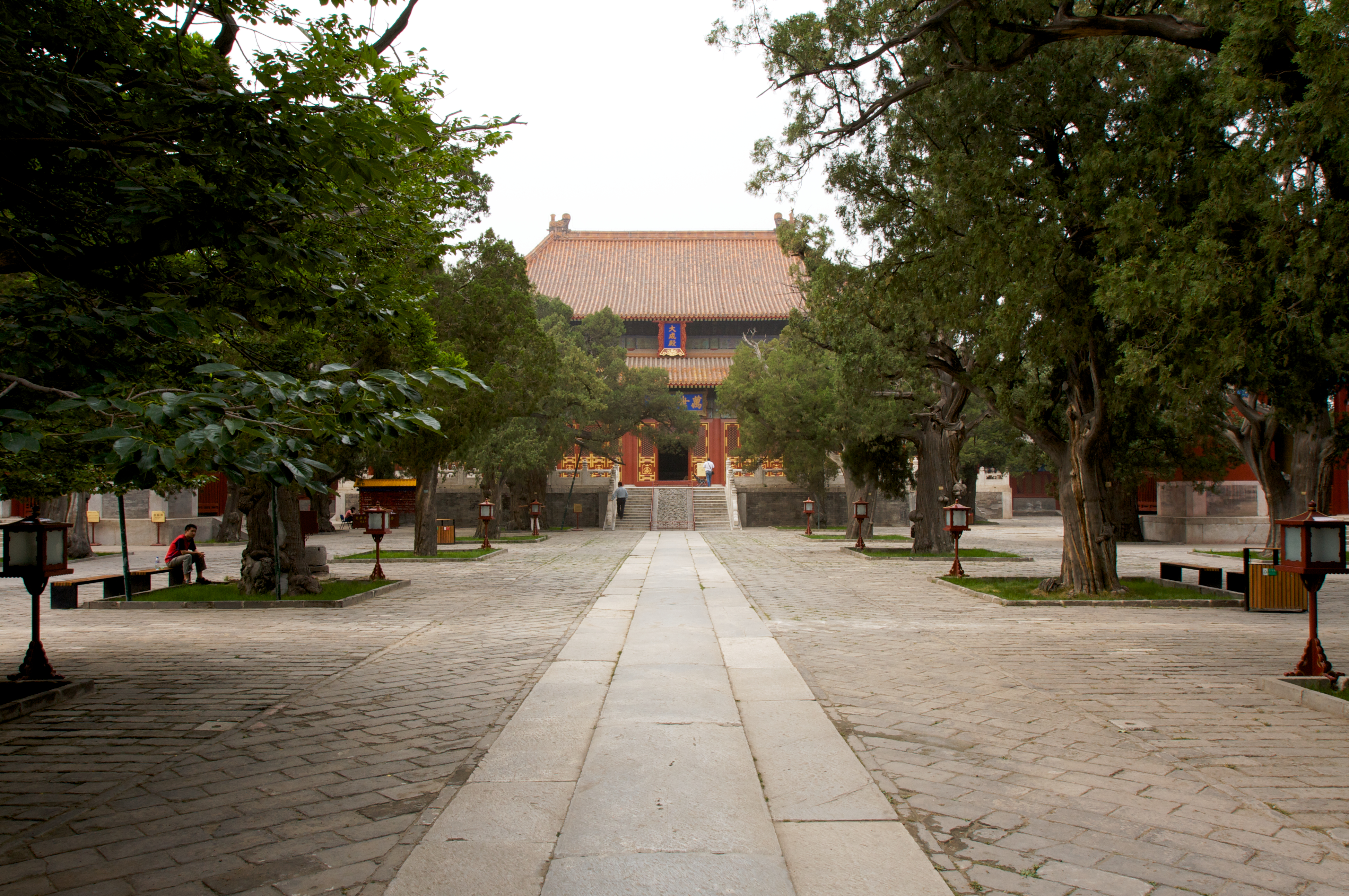
Храм Конфуция в Пекине. Фото 2008 года

Зимой 1786—1787 годов Жуань Юань прибыл в Пекин, где его главным покровителем сделался Чжу Гуй. Молодой цзюйжэнь поселился на казённой квартире у ворот Цяньмэнь, ведущих во Внутренний город. Через несколько месяцев он был зарегистрирован для участия в столичных экзаменах. Однако при первой попытке их сдать он провалился. Неясно, был ли тому причиной малый срок для подготовки, или экзаменационная комиссия, в которой были его покровители, хотела подстраховаться от обвинений в кумовстве. Следующие экзамены должны были состояться только через три года. Сохранилось очень мало свидетельств о жизни Жуань Юаня в этот период: он остался в столице, поселившись в доме однокашника — Лю Хуаньчжи, где усердно практиковался в написании сочинений, стремясь при этом поменять стиль. В дальнейшем он перебрался в резиденцию Чжу Гуя, с которым его стали связывать дружеские узы, несмотря на разницу в возрасте и положении. Жуань Юань стал учителем младших братьев семьи Чжу, и сам участвовал в работе экзаменационных комиссий. Жена его оставалась в Янчжоу, родившуюся у него дочь Жуань Юань назвал Цюань.
К 1788 году относится первая опубликованная работа Жуань Юаня — иллюстрированное исследование конструкции колесниц, описанных в шестой главе «Чжоу ли». Столичная интеллектуальная среда была исключительно благоприятна для развития Жуань Юаня, поскольку только что была завершена работа над «Сыку цюаньшу», и многие члены авторской коллегии ещё оставались в Пекине, и собирались в доме Чжу Гуя. Жуань Юань даже принял некоторое участие в составлении копии «Сыку цюаньшу», которая предназначалась для хранения в Янчжоу, и написал для неё послесловие. В Пекине он общался с Шао Цзиньханем (1743—1796) и Ван Няньсунем (1744—1832) — учениками Дай Чжэня, у которых обучался методам текстологии и эпиграфики, и доказательного рассуждения, причём встречался с наставниками ежедневно. Благодаря Се Юну, Жуань Юань познакомился с Би Юанем, с которым активно общался в 1790-е годы на тему эпиграфики и антиквариата, он также познакомился с Чжан Сюэчэном, с которым консультировался по поводу древних бронзовых сосудов и редких книг. Общение такого рода имело для Жуань Юаня и практический аспект: занятия наукой и публикация результатов финансировались государством и требовались для продвижения по служебной лестнице. Поскольку у высших государственных чиновников не было времени для научных занятий, они нанимали молодых людей низкого звания для осуществления реальной работы. Кроме того, в Пекине были востребованы услуги узких специалистов, в первую очередь — математиков, астрономов и юристов. Жуань Юань, в отличие от большинства современников, усердно занимался математикой и астрономией, что давало ему и средства к существованию.

### Столичные экзамены

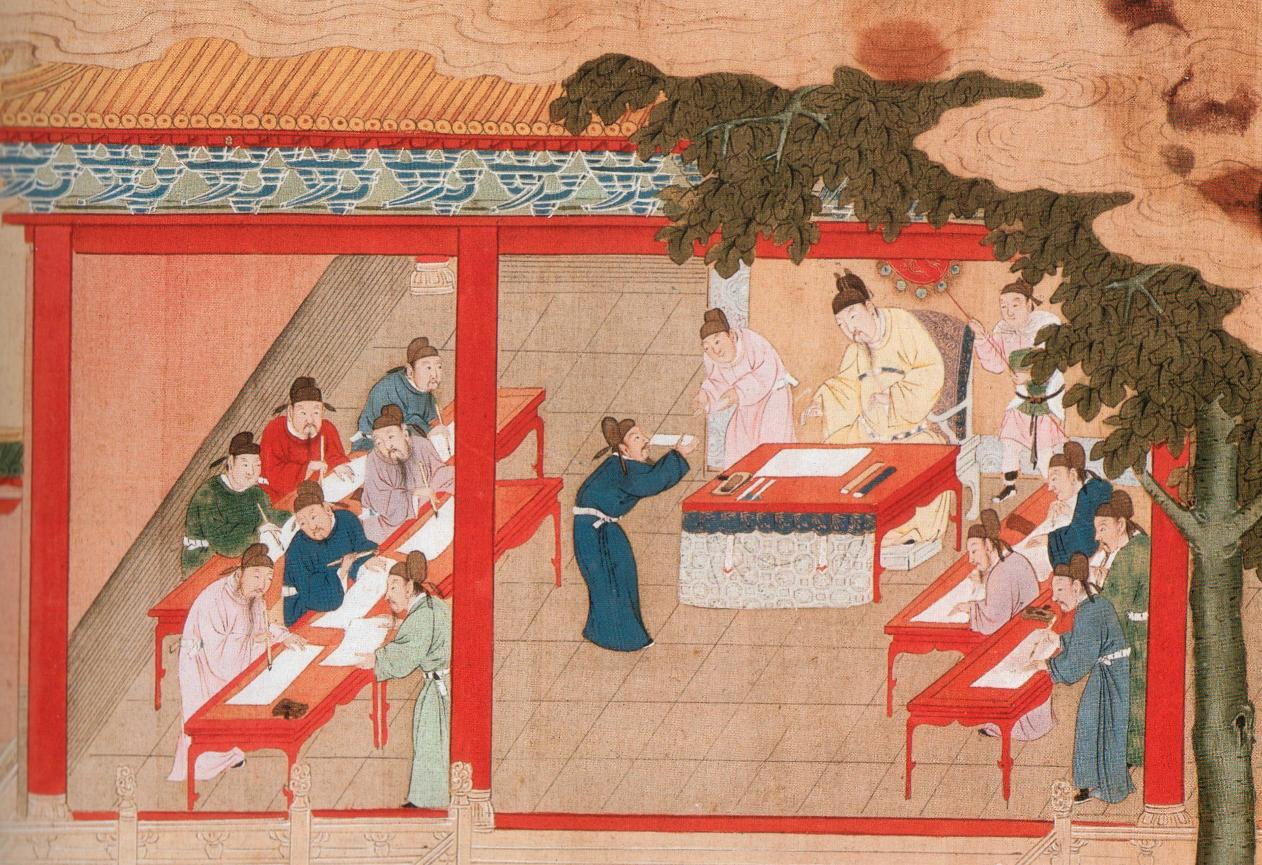
Дворцовый экзамен. Изображение эпохи Сун

В программу столичных экзаменов 1789 года по воле императора была включена и тема по астрономии. Собственно, столичные экзамены включали три ступени, в первой из которых участвовали все провинциальные кандидаты, собравшиеся в Пекине. Главой экзаменационной комиссии в 1789 году был Ван Цзе (1725—1805) — будущий канцлер и также близкий друг Чжу Гуя. В том году все экзамены успешно сдали 98 кандидатов, Жуань Юань был 28-м в списке. Самых успешных или, напротив, заподозренных в мошенничестве, кандидатов отправляли на четвёртую ступень — дворцовый экзамен. Жуань Юань попал в число отличившихся; квалификация на дворцовый экзамен в 1789 году проходила в Юаньминъюане, и Жуань занял десятое место.
Финальный дворцовый экзамен (с распределением сдавших его по должностям в столице) проводился 21 мая 1789 года в зале Баохэдянь в присутствии императора. Результаты должны были огласить 25 мая. Оглашение результатов проводилось публично и открыто, и более всего напоминало публичные диспуты для защиты докторской степени в средневековой Европе, но по более сложным критериям, поскольку кандидатов распределяли по группам. Жуань Юань был третьим во второй группе, или шестым среди всех, удостоенных степени цзиньши в 1789 году. Распределение по должностям зависело от полученного на экзаменах ранга, как правило, занявшие три высших места распределялись в Академию Ханьлинь, куда попадали менее 10 % всех получивших степени, прочие распределялись чиновниками Нэйгэ — императорского секретариата, в департаменты Шести Палат, или в аппарат наместников провинций. При этом не попавшие при распределении в Ханьлинь, редко достигали к концу карьеры четвёртого чиновничьего ранга. Статс-секретарь и глава Ханьлиня Цзи Хуан (1711—1794) включил Жуань Юаня в список зачисленных в академию, хотя ему не исполнилось 30 лет, и он был самым молодым кандидатом по спискам от своей провинции. Несмотря на возражения императора, что в Ханьлине и так переизбыток уроженцев Цзянсу, Жуань Юань был зачислен на должность компилятора академии (кит. трад. 編修, пиньинь biānxiū). Ему было определено жалованье 4 ляна 5 цяней серебра в месяц, а также доля из 1400 лянов, ассигнуемых из управления соляной монополии на всех стажёров Ханьлиня.

### Академия Ханьлинь

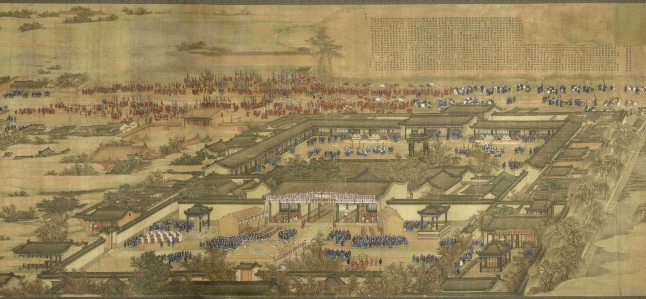
Вид Академии Ханьлинь. Картина 1744 года

Формальное главенство над зачисленными стажёрами академии осуществлял Хэшэнь и профессор (шуцзиши цзяоси дачэнь) Пэн Юаньжуй (1737—1803), на чьей внучке потом женился сын Жуань Юаня. Судя по сохранившимся отчётам, Жуань Юань был прикреплён к ведомству историографии и назначен редактором-корректором в императорскую типографию. Это не отменяло подготовки к квалификационному экзамену в самой академии для дальнейшего продвижения стажёров по службе. Для не имевшего подходящего происхождения Жуань Юаня, успешная сдача этих экзаменов имела определяющее значение для будущего. Впрочем, судя по сохранившимся документам, Жуань Юань был назначен на оплачиваемую должность компилятора историографического ведомства Академии ещё до начала дворцовых экзаменов, что, вероятно, было заботой его покровителей. Работа компилятора больше всего напоминала музейную — младшие члены Ханьлиня каталогизировали дворцовые коллекции и сами пополняли их произведениями живописи и каллиграфии. В фонде эпохи Цяньлуна в Национальном музее Тайваня сохранился небольшой свиток с каллиграфией Жуань Юаня.
Перед академическими экзаменами 1791 года, Жуань Юань испросил отпуск в родные места, в чём ему отказал лично канцлер Агуй, который был одним из членов Академии. На экзамене председательствовал император Цяньлун, который присудил Жуань Юаню первое место, а занявший по решению комиссии первое место Лю Фэнгао (1761—1831) был передвинут на второе. Темой на экзамене в Академии был анализ астрономической поэмы Чжан Хэна, и комментирование отрывка из Шу цзина о награждении чиновников, послуживших на благо страны. Жуань Юань продемонстрировал свои познания в астрономии, а также произвёл впечатление на императора своими рассуждениями о политике, о чём тот эмоционально писал Агую.

### Карьерный рост
В результате императорского благоволения быстро начался карьерный рост Жуань Юаня. Сразу после экзамена он сделался младшим наставником, имеющим право работать с сыновьями императора, а также был назначен в секретариат наследника престола, куда молодые выдвиженцы обычно не попадали — это была синекура для заслуженных сановников. Это сразу принесло ему четвёртый чиновничий ранг, за что полагалось большое жалованье, а также право назначения без ожидания вакансии. Далее он был удостоен внимания императора, который беседовал с ним об астрономии, и уже к концу 1791 года получил третий ранг и был назначен в Палату редких книг (Вэньюань гэ), где сохранялся и рукописный экземпляр «Сыку цюаньшу». На этой должности он получал жалованье в 130 лянов серебром и 65 мешков риса в год. Наконец, в 1793 году он был удостоен второго дополнительного чиновного ранга и назначен главой образовательного департамента Шаньдуна, а также помощником начальника Нэйгэ, после чего, наконец, перевёз в Пекин жену и дочь. Они вскоре умерли во время эпидемии оспы в 1794 году.
Должность начальника управления образования (кит. трад. 學政, пиньинь xuézhèng) в провинции, хотя и не была привязана к чиновным рангам, считалась престижной и была важным этапом для получения более значимых должностей. К 1793 году подходил к концу трёхлетний срок, положенный чиновнику для пребывания на одной должности, поэтому назначение на должность главы образовательных ведомств Шаньдуна и Чжэцзяна было для Жуань Юаня отличным выходом из положения. Сюэчжэн не только производил окончательный отбор кандидатов и присуждение им рангов, но и осуществлял цензуру учебных программ и книг, используемых для подготовки. Сохранился книжный список, составленный Жуань Юанем для Шаньдуна, он свидетельствует, что инспектор стремился рекомендовать для студентов и современные комментарии, включённые в «Сыку цюаньшу», а не только стандартные тексты эпохи Тан и Сун. Кроме того, он требовал, чтобы кандидаты знали весь набор иероглифов, включённый в словарь «Канси цзыдянь».

#### Экзаменатор Шаньдуна

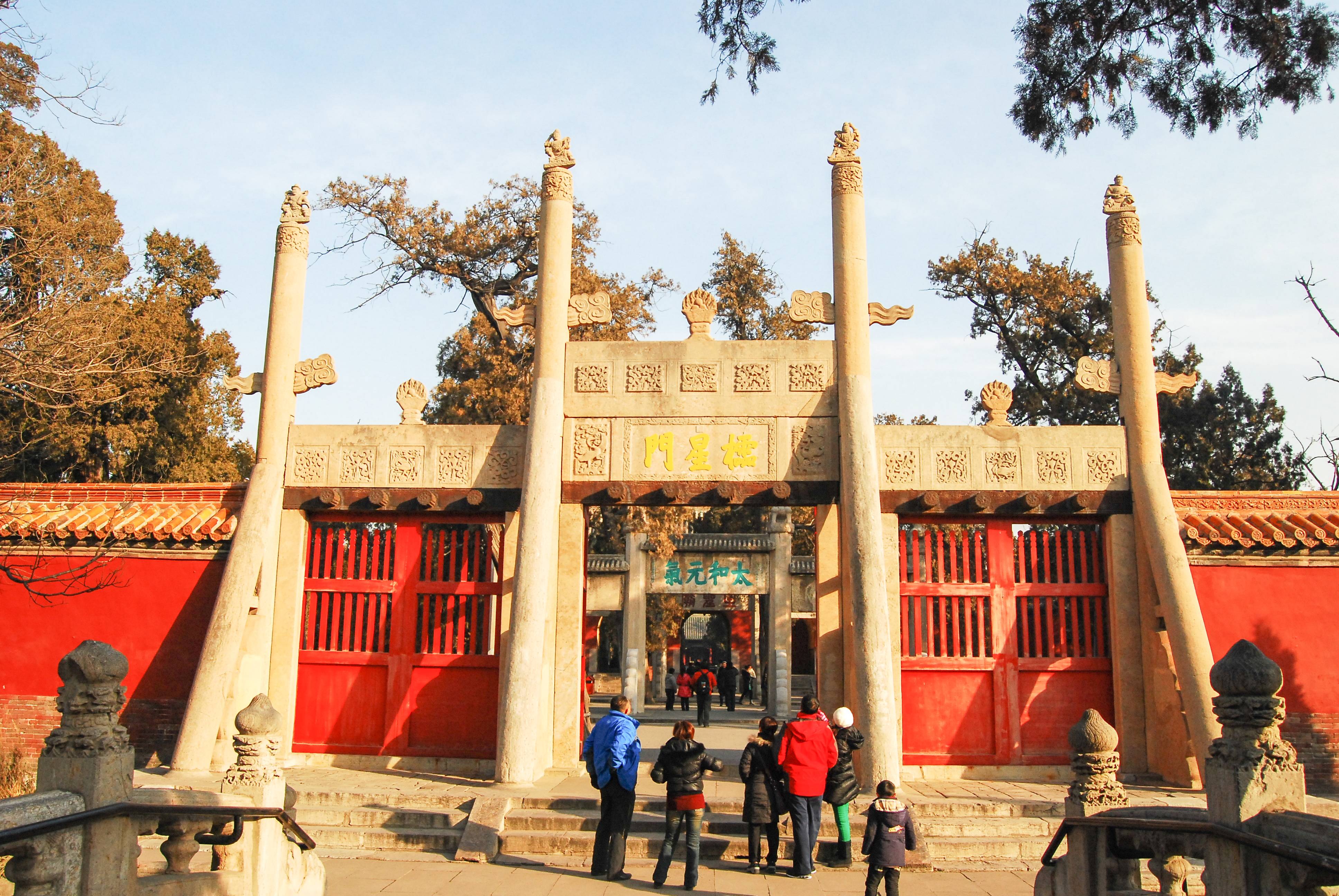
Врата Линсин в Храме Конфуция в Цюйфу

Столичному экзаменатору приходилось работать в кооперации с провинциальными властями; в протоколе его подпись стояла выше, чем у главы налогового и судебного ведомства, и во время официальных церемоний инспектор экзаменов и губернатор провинции общались, как равные. Работа инспектора была сопряжена с известными ограничениями: в столице очень следили за моральным уровнем экзаменаторов и кандидатов, и запрещалось общаться с местными шэньши; также приходилось совершать много переездов. Жуань Юань стремился при этом активно знакомиться с достопримечательностями, в шаньдунском Пэнлае, который был для танских поэтов символом Неба, на скалах сохранились надписи, каллиграфически исполненные инспектором. Для сюэчжэна Шаньдуна одной из важных обязанностей было присутствие на жертвоприношении духу Конфуция в его храме в Цюйфу, на этой же церемонии распоряжался старший потомок первоучителя в нынешнем поколении. Жуань Юань участвовал в этой церемонии в декабре 1794 года, и сам распоряжался обрядом, поскольку прежний глава 72-го поколения Кун Сяньпэй скончался, а новый — Кун Цинжун — так и не был назначен официально. Покойная жена Жуань Юаня была сестрой Кун Цинжуна. В своих стихах и записках он особенно восхищался жертвенными сосудами эпохи Чжоу, подаренными для храма императором Цяньлуном.
Губернатором Шаньдуна тогда был Би Юань — крупный знаток эпиграфики, который был обвинён при дворе в поддержке восстания Белого лотоса. Би был дружен с отцом Жуань Юаня — Чэньсинем, и в результате была совершена сложная сделка: Жуань Чэнсинь стал официальным сватом для дочери Би Юаня, которую выдали замуж за Кун Цинжуна. Поскольку Жуань Юань был вдовцом, по согласию обоих семейств сестра главы потомков Конфуция — Кун Лухуа, была с ним обручена, что резко повысило статус самого Жуань Юаня.

#### Экзаменатор Чжэцзяна
В октябре 1795 года Жуань Юань был переведён экзаменатором в Чжэцзян с повышением ранга до основного второго. Он также получил дозволение посетить родной Янчжоу по пути в Ханчжоу, визит продлился четыре дня. На родине он не был к тому времени почти десятилетие, и по-видимому, столь резкий карьерный рост должен был произвести впечатление на родню, друзей детства и учителей. Из собственных записок Жуань Юаня известно, что он принёс жертвы на могиле матери, а также принял меры для строительства родового храма. Он также успел официально похоронить на родовой земле жену и дочь, и усыновил дальнего родственника — пятилетнего Жуань Чаншэна, поскольку не имел наследника мужского пола. Кроме того, он начал собирание материалов для истории клана Жуань. По требованию отца, Жуань Юань взял в наложницы служанку покойной жены — Лю Вэньжу.

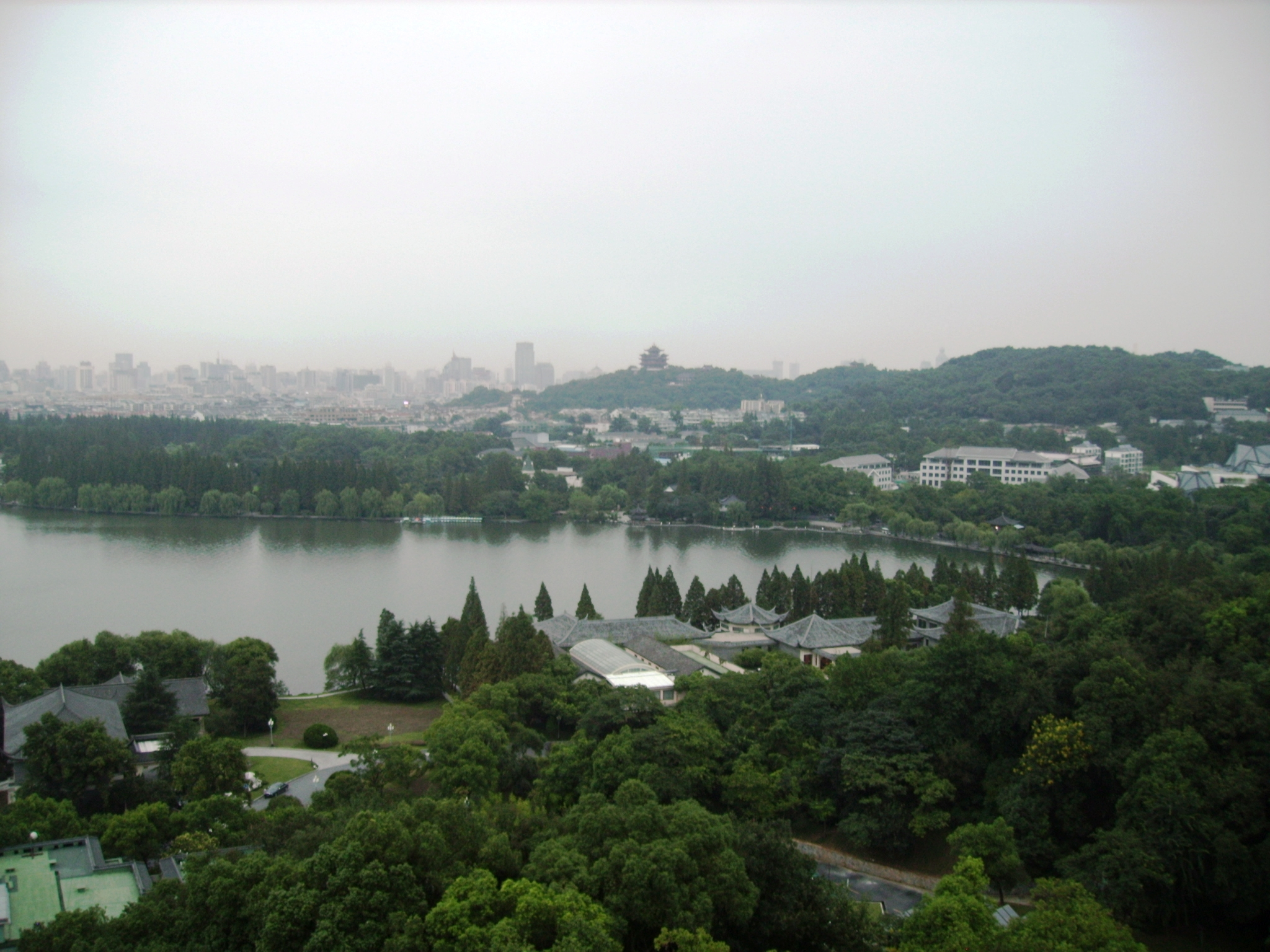
Панорама Ханчжоу и озера Сиху. Вид с пагоды Лэйфэн, фото 2008 года

Прибыв в Ханчжоу, Жуань Юань обнаружил, что резиденция сюэчжэна полуразрушена из-за пожара, случившегося зимой. В результате он вынужден был истратить 2000 лянов на ремонт, а также насадил персиково-сливовый сад в несколько сотен деревьев. В мае 1796 года к жениху прибыла Кун Лухуа в сопровождении родителей, свадьбу было решено сыграть в Ханчжоу. Кун Лухуа имела классическое образование; она владела шелковичными хозяйствами на северном побережье Янцзы, и писала стихи, которые были опубликованы в 1815 году отдельной книгой. От Жуань Юаня у неё родились двое сыновей и дочь. Основным кругом общения Жуань Юаня в Ханчжоу были пекинские однокашники — Цинь Ин и Цянь Кай. Дочь Цяня вышла замуж на сына Юаня — Жуань Ху. Кроме того, бессменным ассистентом Жуань Юаня был друг детства Цзяо Сюнь, женатый на его кузине.
Пребывание в Чжэцзяне было весьма продуктивным для литературного творчества Жуань Юаня — он завершил два сборника эссе и стихотворений, а также опубликовал несколько амбициозных литературных проектов. В первом из них — «Янчжэ юйсюань лу» — собрание произведений 3000 поэтов из регионов Янчжоу и Чжэцзяна. Кроме того, Жуань Юань собирал редкие книги, не включённые в «Сыку цюаньшу». Отобранная коллекция (173 заглавия по каталогу Жуань Фу) с собственными его комментариями и экспертизой ценности была отправлена императору отдельными томами. Выдержки из этого собрания были скомпилированы в «Описании книг, не вошедших в Четыре собрания», а полная антология под названием Вэйвань бицан (委宛筆藏, — «Сокровищница сочинений, укрытых [от составителей Сыку цюаньшу]») была переписана и переплетена в стиле «Сыку» и хранилась в личных покоях императора.
Среди прочих проектов Жуань Юаня — составление словаря Цзинцзи сюаньгу (кит. 经籍籑诂), который был важным пособием для кандидатов на государственных экзаменах в XIX веке. Жуань Юань собрал авторский коллектив во главе с братьями Цзан Юнтаном и Цзан Литаном. Поскольку у Жуань Юаня была большая семья (жена, три наложницы и шесть детей), и всё больше времени отнимали обязанности чиновника, ещё в Ханчжоу он стал подбирать авторский и редакторский коллектив, с представителями которого общался всю жизнь, и которые сопровождали его в служебных поездках. В первую очередь это был Ян Цзе (1763—1843), известный работами по биографиям цинских учёных, и Цзян Фан, работавший над описанием провинции Гуандун. Некоторые сотрудники Жуань Юаня сами стали известными учёными и сделали самостоятельную карьеру, как Чжу Вэйби (1771—1840), специалист по древней эпиграфике, который в 1805 году сдал дворцовые экзамены.

## Губернатор Чжэцзяна и Цзянси (1799—1816)

### Назначение

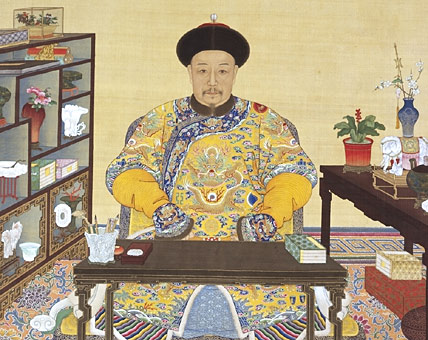
Император Цзяцин

20 октября 1798 года 34-летний Жуань Юань вернулся в Пекин ожидать нового назначения. Он получил почётное членство в Военном совете, но в действительности продолжал обязанности экзаменатора. После кончины императора Цяньлуна в 1799 года канцлером нового императора Цзяцина стал Чжу Гуй, после чего карьера Жуань Юаня получила новый толчок. Для участия в погребении императора Жуань Юаня перевели в Либу — Палату чинов, где работал Чжу Гуй. По обычаю полагалось при восшествии на престол нового государя объявлять поиск талантов в империи, и в 1799 году Жуань Юань стал помощником экзаменатора на столичных экзаменах. После смерти Цяньлуна был восстановлен императорский совет, на февральском заседании которого в 1799 году все беды страны были возложены на Хэшэня. Членом обновлённого совета был назначен и Жуань Юань, многих своих коллег он успел узнать лично ещё по Ханьлиню. Вскоре Чжу Гуй рекомендовал его на должность губернатора Чжэцзяна. Жуань и сам желал служить в провинции, причиной была существенная разница в оплате столичных и провинциальных чиновников. Жалованье провинциального чиновника слагалось из четырёх компонентов: ранговый оклад (180 лянов в год), жалованье за исправляемую должность, компенсация «за честность» и так называемые «дополнительные доходы». Обычно для столичных чиновников две последние статьи компенсировались доходами от земельных владений или помощью семьи, но этого-то и не было у Жуань Юаня. Судя по сохранившимся документам, на посту губернатора он мог зарабатывать до 200 000 лянов в год (20 000 за беспорочную службу и 180 000 дополнительных доходов). Имелись и другие соображения: в Ханчжоу Жуань Юань начал множество культурных проектов и хотел возглавить учёных этой провинции, начатый им словарь к 1799 году всё ещё не был закончен.

### Губернатор Чжэцзяна (1799—1809)

#### Система баоцзя и борьба с пиратством

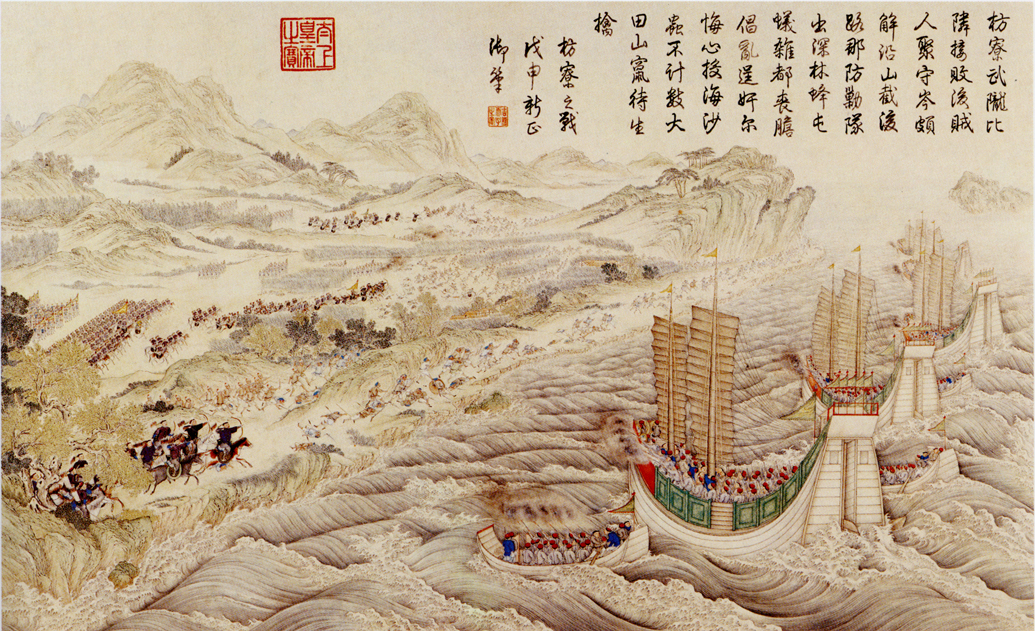
Битва при Фанляо. Картина в смешанной европейско-китайской технике, изображающая борьбу с пиратами на Тайване в 1787—1788 годах

Зимой 1799 года Жуань Юань вернулся в Ханчжоу уже в звании губернатора, первой из его задач было искоренение пиратства на морском побережье, осложнявшееся тем, что он не мог привлекать средства провинциального бюджета, распланированные для отправки в столицу; вдобавок, по сумме налоговых поступлений в столице судили об успешности губернатора. Питательной средой для пиратства был серьёзный экономический кризис 1790-х годов, когда цены на рис выросли в 8 раз, а Чжэцзян и Фуцзянь не могли восстановиться после самых разрушительных за столетие наводнений 1794 года. Самым влиятельным пиратским адмиралом тогда был Цай Цянь, фуцзяньский уроженец. В 1800 году перед Жуань Юанем и его маньчжурским начальником — генерал-губернатором Цзяннани Юйдэ была поставлена задача выяснить, собирался ли Цай основывать собственную династию, какова организация его флота и стратегия с тактикой. Береговая оборона Чжэцзяна с 1727 года располагала собственным командованием, размещённым в Нинбо. В начале 1800 года Жуань Юань получил императорский указ об укреплении системы баоцзя и особое послание, в котором разрешалось подавать срочные прошения на имя государя без предварительного представления. Иными словами, он получил полномочия мобилизовать по своему разумению гражданские и военные структуры провинции, с последующим обоснованием своих действий лично перед государем.
В первую очередь Жуань Юань активизировал систему круговой поруки поселений на речном и морском побережье и проверил действенность регистрации «водных людей». Регистрация должна была удерживать людей от вступления в пиратское братство или любые другие незаконные группы, которые требовали покинуть родные места. Регистрация также служила для опознания любого незнакомого человека в местной общине. Было возрождено народное ополчение (туаньлянь, 團練), которое должно было действовать параллельно с правительственными войсками. Было улучшено снабжение крепостей и фортов на побережье, в том числе дальнобойными пушками, которые должны были не пускать пиратские флотилии в устья рек или бухты. Далее губернатор изучил опыт судостроения и принял на вооружение императорского флота суда вьетнамской конструкции, позволявшие вести артиллерийские бои в открытом море. Вся береговая оборона была подчинена единому командованию, которое координировало действия с Фуцзянью, все солдаты береговой обороны вооружены мушкетами.
Командиром и сухопутных, и водных сил береговой обороны был назначен Ли Чанъэн (1750—1808). Тем не менее, генерал-губернатор Цзяннани Юйдэ был разочарован результатами усилий Жуаня и Ли, хотя не предпринимал самостоятельных действий. В 1800 году правительство дополнительно издало 12 инструкций для властей прибрежных провинций по ужесточению системы баоцзя. Все жители прибрежных поселений и островов поголовно переписывались, причём на ворота домов вешалась табличка с подробным перечислением всех жителей с именами, датами рождения и социальным статусом, что должно было оперативно отслеживаться и исправляться. Все расходы на эту систему возлагались на местных жителей. Жителей островов, рыбаков и «водных людей» также требовалось контролировать, все рыбацкие суда и лодки имели порт приписки и регистрационный номер, а артель в 10 лодок также образовывали группу, связанную круговой порукой. Далее Жуань Юань стал прикреплять родичей рыбаков, которые постоянно жили на берегу, как поручителей для живущих морем. Аналогичным образом были переписаны участники местного ополчения, но нет никаких свидетельств особой эффективности принятых мер, которая сильно зависела от позиции и настроя местных властей. Несмотря на запросы Жуань Юаня о снабжении ополчения огнестрельным оружием и обучении пользоваться им, император ответил отказом.
Губернатор также установил контроль над продажей и производством железных изделий, которые можно было бы перековать в оружие, а также за оборотом селитры. Сохранились протоколы судебного дела против Шэнь Датина, уроженца Чжапу, у которого было найдено 870 цзиней селитры, доставленной контрабандой из Чжэцзяна. По тому же делу проходил Яо Юсюань, который поставил пиратам 5 мешков риса, за что получил 50 лянов серебром. Обоих приговорили к удушению. В то же время, их соучастник, продавший 100 цзиней селитры, но не имевший дело с пиратами, получил 100 плетей и 3 года ссылки, а другие подозреваемые — в том числе женщина — были признаны невиновными. При этом в делах, которые вёл Жуань Юань, не упоминались тайные общества или их связь с пиратами.
По приказу генерал-губернатора Юйдэ, Жуань Юань основал третью военную верфь в Ханчжоу, к уже имеющимся в Нинбо и Вэньчжоу. Это было сделано из-за того, что положенные к постройке по разнарядке военные суда для Фуцзяни строили в Чжэцзяне, на что Юйдэ получил особое разрешение из Пекина. Постройкой руководил Ли Чанъэн. Характерно, что в «Цин ши гао» сведения об этом не были включены. В 1802 году были начаты боевые действия против Цай Цяня, который базировался как на вьетнамском побережье, так и на Тайване. Они были совершенно безуспешны вплоть до отставки Юйдэ в 1808 году. Его преемник Алиньбао, воспользовавшись отсутствием Жуань Юаня, обвинил Ли Чанъэна в трусости и некомпетентности, что вызвало расследование из Пекина. После его гибели в бою в 1809 году, Жуань Юань продолжил применять тактику изоляции пиратов от источников снабжения и строительства больших артиллерийских кораблей.

#### Социальная политика

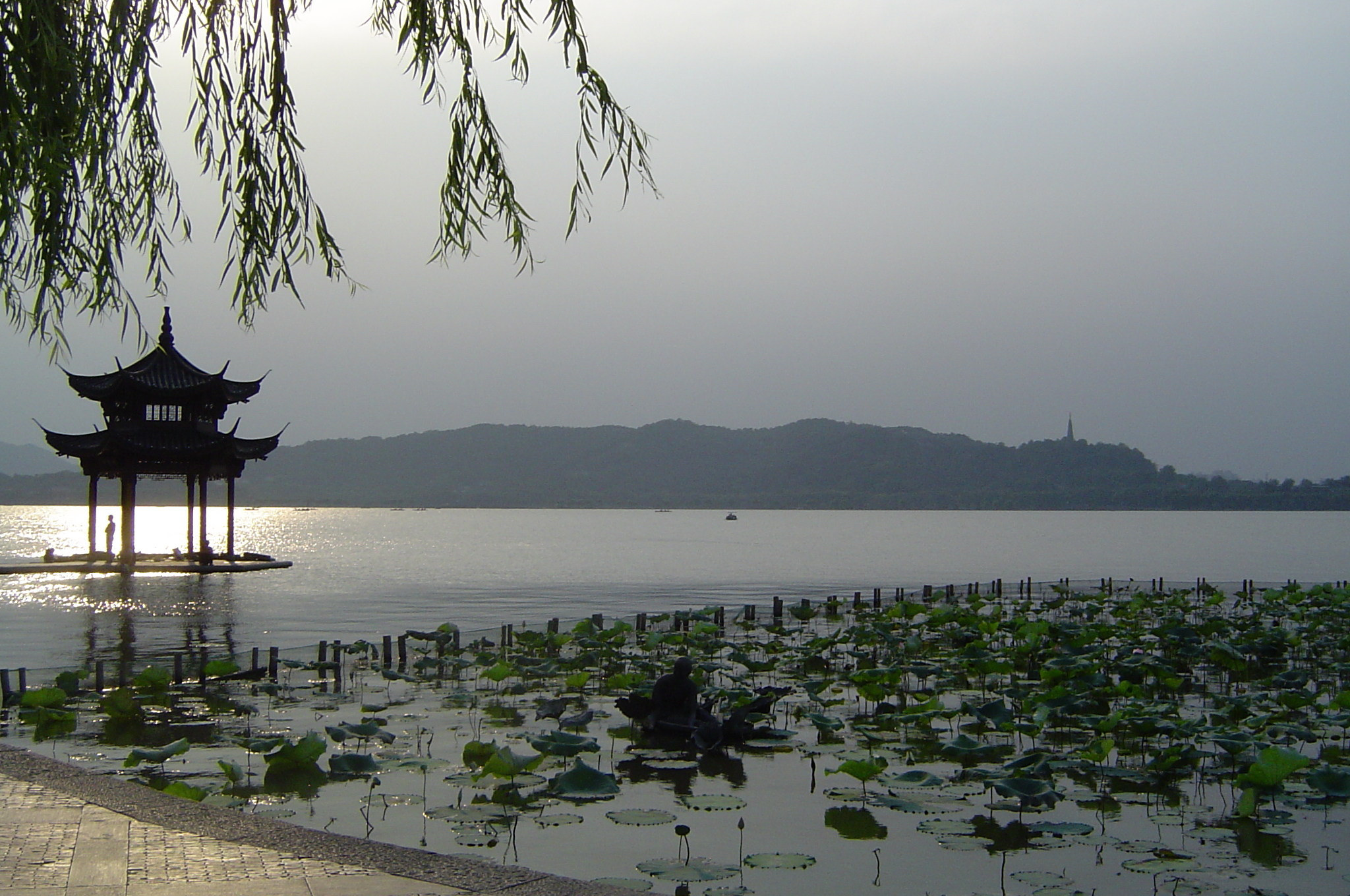
Вид озера Сиху. Фото 2004 года

В 1801 и 1804 годах в Чжэцзяне произошли грандиозные по масштабу наводнения — вода поднялась более чем на метр, — которые поставили перед губернатором задачи быстрого обеспечения пострадавших всем необходимым и изыскивания резервов для скорейшего восстановления разрушенных жилищ и налаживания жизни населения. Для этих целей использовались традиционные методы: дополнительное обложение купечества и промышленников и продажа чиновничьих званий и учёных степеней. Судя по сохранившимся документам, между мартом 1800 и ноябрём 1801 года было выручено 638 120 лянов от продажи степеней и званий 6380 человекам. Во время наводнения сильно пострадал Храм Конфуция с экзаменационным залом и кабинками для соискателей. Экзаменационный зал был полностью перестроен из кирпича и снабжён каменными полами, была заказана новая мебель. Всё это обошлось в 4660 лянов. Для обеспечения храма Конфуция соляные купцы Ханчжоу предоставили 100 000 лянов, проценты с которых (6000 лянов в год) шли на текущие нужды и ремонт. Часть средств была истрачена на очистку озера Сиху и насаждения парка из 3000 ивовых деревьев.
Жуань Юань выступил против обычая топить новорождённых девочек, что стало нормой в условиях демографического взрыва и аграрного перенаселения. Он предложил родителям девочек 1 лян серебром за выживание каждого младенца; деньги поступали из специального фонда, финансируемого Жуань Юанем лично. Родители должны были регистрировать дочь у местного начальника училища, а деньги выдавались только когда ребёнок доживал до одного месяца: губернатор рассуждал, что если мать выкармливала своё дитя в течение месяца, она уже не осмелится нанести ему вред. В похожей ситуации были подкидыши. Хотя цинское законодательство предусматривало наличие приютов для брошенных детей в префектурах и округах каждой провинции, Жуань Юань обнаружил, что соответствующее заведение в Ханчжоу существовало только на бумаге. Попечителем приюта губернатор назначил начальника соляной монополии маньчжура Яньфэна и интенданта округа Хучжоу Юань Биньчжи и ассигновал 4000 лянов из средств соляной монополии. Несмотря на действовавшие конфуцианские нормы, в плачевном состоянии находились дома призрения для престарелых и больных, в чём Жуань Юань убедился уже зимой 1799 года. За реформу взялся богатый шэнъюань из Шаосина по фамилии Гао, который передал под дом престарелых свою недвижимость в Ханчжоу, а Жуань Юань создал казённо-частный фонд, который должен был перечислять для нужд богадельни 15 000 лянов в год (они расходовались не только на одежду, пищу и лекарства, но и на погребение). Отдельная инструкция для этого учреждения была издана в 1803 году. В привлечении средств немалую роль сыграла супруга губернатора — Кун Лухуа — родная сестра главы рода потомков Конфуция, чей статус и авторитет позволяли влиять на провинциальную знать через их жён и дочерей.

#### Борьба с голодом 1804—1805 годов
После наводнения 1804 года резко выросли цены на рис. Жуань Юань придерживался следующей тактики: пока рыночная цена не превышала 2 лянов за мешок-ши (90 кг), власти не вмешивались. Когда была преодолена отметка в 2 ляна, открывались казённые зернохранилища и начиналась зерновая интервенция. Если цены превышали 2 ляна 7 цяней, провинциальное правительство начинало раздачу рисовой крупы или открывало сеть кухонь для снабжения населения пищей. Зимой 1805 года цена на белый обрушенный рис в префектуре Ханчжоу превысила 5 лянов, вдобавок из-за наводнения и холодного лета был нанесён серьёзный урон шелководству, значительная часть населения осталась без работы. Император согласился открыть 32 пункта раздачи пищи, Жуань Юань назначил ещё 160 ответственных из числа шэньши; со стороны правительства в операции участвовали 107 гражданских и военных чиновников. Для финансирования операции Жуань Юань выдал 10 000 лянов собственных денег, начальник соляной монополии 3000 лянов, начальник налогового ведомства — 5000 лянов, и так далее, а торговцы солью собрали 160 000 лянов. Местные шэньши помогли определить семьи, нуждавшиеся в продовольственной помощи, чтобы не создавать очередей и давки, а также выяснить, кто нуждался в горячей пище, а кому можно было выдавать только крупу. Получателям помощи были даны деревянные бирки-пропуска, без которых помощь не оказывалась. Полевые кухни работали по расписанию, каждая обслуживала не менее 4000 человек — неимущих, кормящих матерей и беременных женщин. После окончания голода, Жуань Юань отчитался, что было спасено «несколько десятков тысяч жизней», а все участвовавшие в операции были удостоены повышения или почётных званий.

#### Ситуация на Великом канале
В 1805 году произошёл следующий инцидент, особо выделенный в официальной биографии Жуань Юаня: в Тунчжоу случился неурожай, для спасения ситуации губернатор выделил 125 000 мешков-ши риса, но восставшие члены секты Белого Лотоса перехватили зерновой караван. Была проведена военная операция: правительственные войска заняли более 70 военных поселений первого и второго класса на Великом канале, а на каждый транспорт было направлено по 8 солдат (обычно на них было 10-12 лодочников, то есть контроль предполагался тотальный). В самый разгар операции Жуань Юань был срочно отозван из-за кончины его отца и начала конфуцианского траура.

### Культурно-просветительские проекты

Здание академии «Гуцзин цзиншэ». Фото начала XX века

В Ханчжоу в 1801 году Жуань Юань основал академию Гуцзин цзиншэ (诂经精舍, «Духовная обитель толкования канонов»), которой руководил в течение 8 лет. Он лично выбрал место для неё на берегу озера Сиху, и назначил для преподавания известных специалистов, как Ван Чан (1725—1806) и Сунь Синъян (1753—1818), то есть старших наставников было двое, а не один. Заведение оказалось новаторским во многих отношениях — академия была первой в Китае, в которой философской базой стало ханьское учение (ханьсюэ). Помимо конфуцианских канонов, поэзии и каллиграфии, в курс были включены астрономия, математика, история и география, причём Жуань Юань настаивал, что следует обучаться и практическим предметам, а не только навыкам написания экзаменационных сочинений. Чжан Инь подсчитал, что за время существования Гуцзин цзиншэ в Чжэцзяне были проведены 47 государственных экзаменов (до их отмены в 1904 году). Примерно 5—6 % всех занявших первые места, были её учениками. На столичном экзамене 1902 года четверть кандидатов от Чжэцзяна были выпускниками академии, основанной Жуань Юанем. Это, и другие основанные Жуань Юанем учебные заведения, финансировались из пожертвований местной знати и купечества. Собранные средства вкладывались в недвижимость, на ренту от которой существовали наставники и студенты, издавались созданные ими труды, и так далее.
Жуань Юань создал в Ханчжоу публичную библиотеку, разместив её в монастыре Линъинь на берегу озера Сиху; по преданию, он был основан ещё в 326 году. Изначально губернатор заинтересовался вегетарианской кухней обители, а особенно рецептом ростков бамбука, и посетил её вместе с наставниками академии. В главном зале со статуей Будды Жуань Юань разместил копию Сыку цюаньшу, и за свой счёт заказал книжные шкафы; позднее он передал в библиотеку и сочинения современных авторов. Он призывал особо следить за тем, чтобы книги не выносили за пределы библиотеки. Она погибла при взятии тайпинами Ханчжоу в 1850 году.

#### «Первая библиотека под небесами»

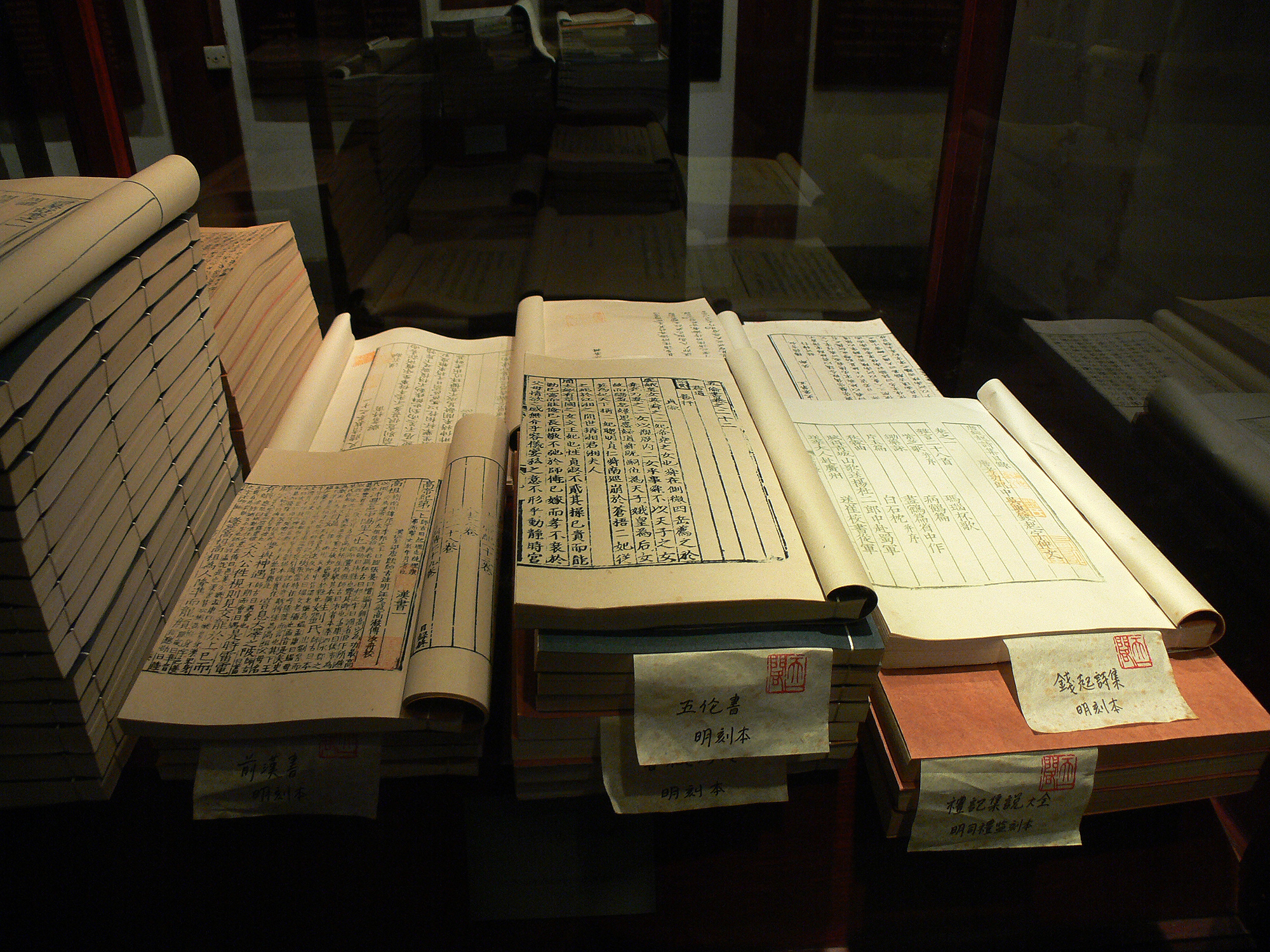
Книгохранилище Тяньи. Фото 2008 года

Занимаясь борьбой с пиратами на побережье, и посещая Нинбо, Жуань Юань заинтересовался «Первой библиотекой под небесами» (Тяньи гэ), составленной в XVI веке Фань Цинем (1506—1585), его потомки поддерживали собрание и пополняли его по тем же принципам, что завещал основатель. В середине XVIII века библиотека считалась уникальной в Китае по размеру собраний (свыше 70 000 цзюаней) и качеству собранных книг. За два века существования библиотеки было составлено несколько её каталогов, но Жуань Юань застал её в 1796 году в плачевном состоянии: часть книг была расхищена, многое повредили насекомые и сырость. В 1803 году он вернулся к библиотеке как губернатор, и принял решение сохранить собрание для будущих поколений. Его сотрудники провели сверку фондов с каталогами, чтобы гарантировать наличие и аутентичность изданий, многое было пополнено и восстановлено; издан новый каталог. Однако библиотека сильно пострадала в 1841—1842 и 1850-х годах в результате Первой опиумной войны и Тайпинского восстания. Тем не менее, к 1930 году сохранилась примерно половина библиотечного фонда, учтённого в каталоге Жуань Юаня.

### Перерыв в карьере
В 1807 году скончался главный покровитель Жуань Юаня — Чжу Гуй, семья которого заказала губернатору текст посмертного посвящения. В 1808 году, возвращаясь на место службы в Чжэцзян после траура по отцу, Жуань Юань заодно был назначен финансовым ревизором в Хэнани, где располагалось центральное в империи хранилище налогового серебра. В 1809 году произошёл инцидент с Лю Фэнгао (зятем Чжу Гуя, которого Жуань Юань обошёл на экзамене 1791 года), занимавшим тогда пост экзаменатора в Чжэцзяне. Губернатор руководил действиями против пиратов на побережье и просил императорского дозволения, чтобы Лю Фэнгао распоряжался на экзаменах, доверяя ему присвоение рангов для окончательно отобранных кандидатов. В результате Лю воспользовался своим положением для протекции одному из кандидатов, за что был «отблагодарён». Дело было начато цензором Лу Янем, который направил доклад лично императору. Тот чрезвычайно разгневался, и пристально следил за расследованием. Лю Фэнгао за коррупцию (были выявлены и другие случаи с его участием) был сослан в Хэйлунцзян, а Жуань Юань снят с должности и вызван в Пекин. Император вынес экс-губернатору порицание за приоритет личных отношений перед верностью государю. Во время опалы не состоящий на службе и лишившийся доходов Жуань Юань жил в резиденции потомков Конфуция, и мог пользоваться покровительством рода своей жены и вести привычный образ жизни.
Проведя около года в опале, Жуань Юань в октябре 1810 года был назначен в Ханьлинь вести ежедневные записи деяний и речей императора, а через месяц — главным редактором жизнеописаний учёных по ведомству историографии и директором императорской библиотеки. В 1812 году через день после праздника Чуньцзе он был назначен главой ведомства перевозки зерновой дани. Ситуация на Великом канале тогда сделалась критической: как докладывал государю цензор, бурлаки вымогали до сотни лянов за провоз одной лодки. Жуань Юань получил полномочия для расследования, приравненные к должности генерал-губернатора, но в подчинении Палаты доходов.
Прибыв на место, он обнаружил, что практически весь персонал Великого канала, формально приписанный к военным поселениям, коррумпирован и сильно криминализирован, а действовавшие ранее законоуложения давно заменены обычаем. Не сохранилось никаких сведений, какие меры предпринял начальник управления в 1812 году, известно только, что он был чрезвычайно быстро отозван в столицу. Только в 1814 году последовало назначение губернатором Цзянси, осуществлённое через императорский совет; в личной аудиенции Жуань Юаню было отказано.

### Губернатор Цзянси (1814—1816)
После назначения в Цзянси, главной задачей Жуань Юаня стала борьба с тайными обществами. Власти беспокоились, поскольку Цзянси располагалась на полпути между северными провинциями, где недавно закончилась крестьянская война, поднятая сектой Белого Лотоса, и южными провинциями, где господствовала секта Неба и Земли с филиалами. В 1813 году секта Восьми Триграмм попыталась захватить императорский дворец, что привело к активизации центральной власти. В той же секте состоял личный повар императора из летней резиденции в Чэндэ, попытавшийся его отравить. Назначенный на должность 21 августа 1814 года, Жуань Юань посетил могилы предков в Янчжоу, и прибыл в Наньчан в середине сентября. К его прибытию властями были раскрыты несколько тайных обществ на селе, которые преимущественно занимались вымогательством.
Прибыв в Наньчан, Жуань Юань сразу же принял меры к укреплению системы баоцзя. Устроив общее собрание чиновников провинциальной администрации, он настоял, чтобы начальники уездов и префектур лично участвовали и контролировали регистрацию населения, не перепоручая это чиновникам низших рангов. В ходе этих работ был изобличён некий Чжу Маоли, на которого показали как на члена секты и предполагаемого наследника династии Мин, но так и не смогли изобличить и установить его местонахождение. Ход расследования вызвал гнев императора, который уже в 1815 году вынес Жуань Юаню письменное порицание, которое не имело серьёзных последствий. К августу 1816 года в столицу было доложено, что все преступные организации и секты ликвидированы. После этого Жуань Юань получил новое назначение — генерал-губернатором Гуандуна и Гуанси.
Находясь в Наньчане, в 1814—1816 годах Жуань Юань предпринял издание «Тринадцатиканония» со сводкой наиболее авторитетных древних комментариев и собственными пояснениями (Шисань цзин чжушу), явно отдавая предпочтение ханьским философам. Издание было основано на редком сунском ксилографе, имеющемся в библиотеке губернатора.

## Генерал-губернатор Гуанси и Гуандуна (1817—1826)

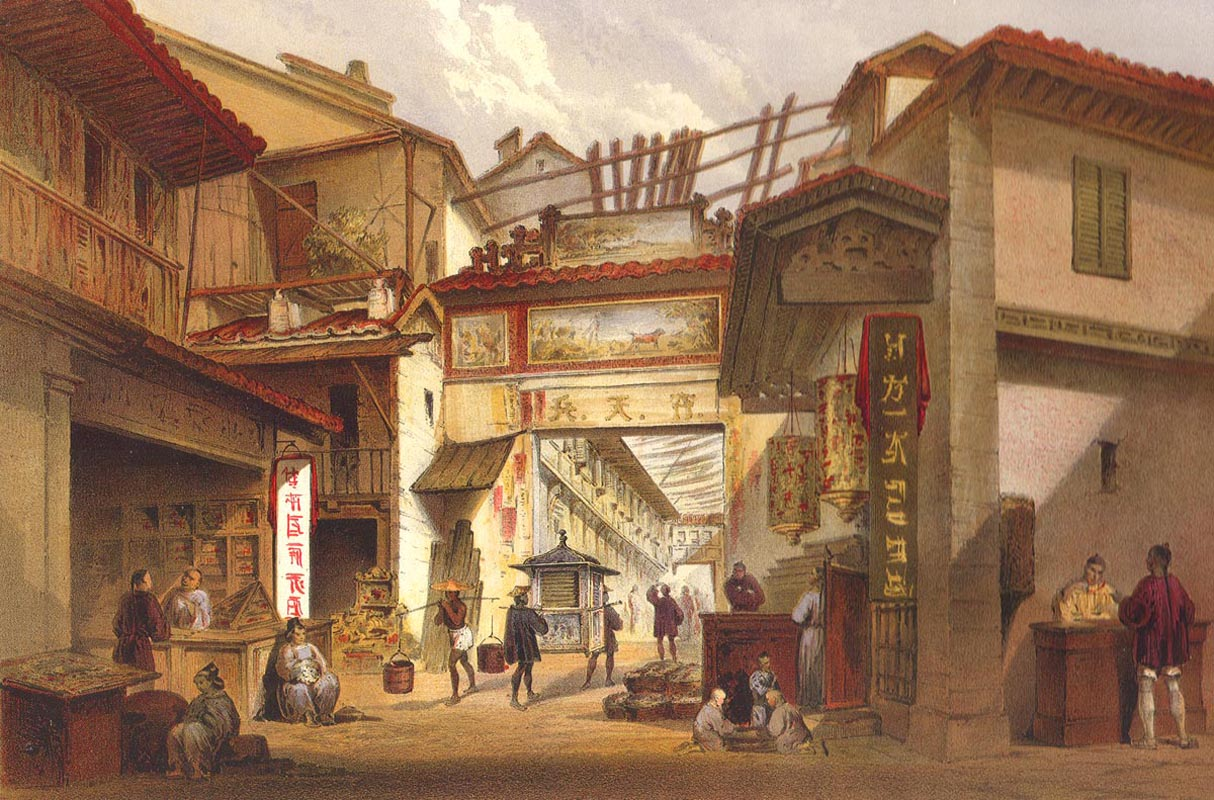
Вильгельм Гейне. Уличная сцена в Кантоне, 1856

### Внешняя политика
30 ноября 1817 года Жуань Юань прибыл в Гуанчжоу. На посту генерал-губернатора он пробыл до августа 1826 года. Назначение было важным для его карьеры, поскольку именно в Гуанчжоу велась торговля с европейцами и осуществлялась внешняя политика. К 1810-м годам европейские торговцы имели постоянные резиденции в окрестностях Гуанчжоу, хотя по договору 1757 года фактории могли функционировать только в пределах торгового сезона, а все сделки совершались через коллегию 13 купцов — Гунхан, которая также объединяла функции торговой палаты и таможни, и осуществляла посредничество между «торговцами-варварами» и китайской администрацией. Гунхан же занимался вопросами безопасности, устанавливал цены, и т. п. С европейской стороны контроль осуществляла Британская Ост-Индская компания.
Деятельность Жуань Юаня в Гуанчжоу хорошо документирована как с европейской, так и с китайской стороны. Сохранились свидетельства официальных лиц (в том числе суперинтенданта Эллиота, купцов Джардина и Мэтисона, множество материалов в журнале Chinese Repository, издаваемого в Макао. Личных свидетельств самого Жуань Юаня практически не осталось, с китайской стороны все документы носят официальный характер, в том числе опубликованные в 1930-х годах материалы по внешним связям династии Цин. Некоторые материалы увидели свет в сборниках документов по истории Опиумных войн, опубликованных в 1954 и 1986 годах.
Назначение Жуань Юаня означало и доверие императора: несмотря на провал миссии Амхерста в 1816 году, суда британской миссии составили лоцию побережья от Хэбэя до Гуандуна, что вызвало сильное раздражение в Пекине. Жуань Юаню предстояло каким-то образом решать проблему контрабанды опиума и вывоза серебра из Китая, которые продолжались, несмотря на все запреты. При этом в Китае, с его картиной мира — Срединного государства, данниками которого являются все остальные, — отсутствовало ведомство иностранных дел, и отсутствовала дипломатия как искусство отношений с равноправными партнёрами. Жуань Юань продолжал пользоваться традиционными методами обращения с «варварами». Впрочем, как современники, так и позднейшие исследователи обвиняли Жуань Юаня, что он большей частью занимался не своими прямыми обязанностями, а интеллектуальными проектами. Джон Кинг Фэрбэнк приводил пример Жуань Юаня как свидетельство «интеллектуальной неготовности китайских чиновников к контактам с Западом».
Жуань Юань рассматривал британцев как серьёзную внешнюю угрозу для Китая, и самых неудобных из «варваров» для осуществления контроля над ними. В секретном послании императору 1818 года он указывал на их «жадность и высокомерие» и предлагал вести активные действия, если потребуется — то и силовые. В том же послании он утверждал, что, несмотря на безоговорочное превосходство на море, британцы не сильны в сухопутных операциях, что выгодно отличает их от японцев. Император распорядился проводить умеренную политику, ни при каких обстоятельствах не беря на себя инициативу в силовых действиях. Важнейшей задачей генерал-губернатора было недопущение иностранных судов в любой порт, кроме Гуанчжоу. Вновь взошедший на престол император Даогуан в 1821 году воспринял предложения Жуань Юаня и издал несколько указов, ужесточающих режим для европейцев.

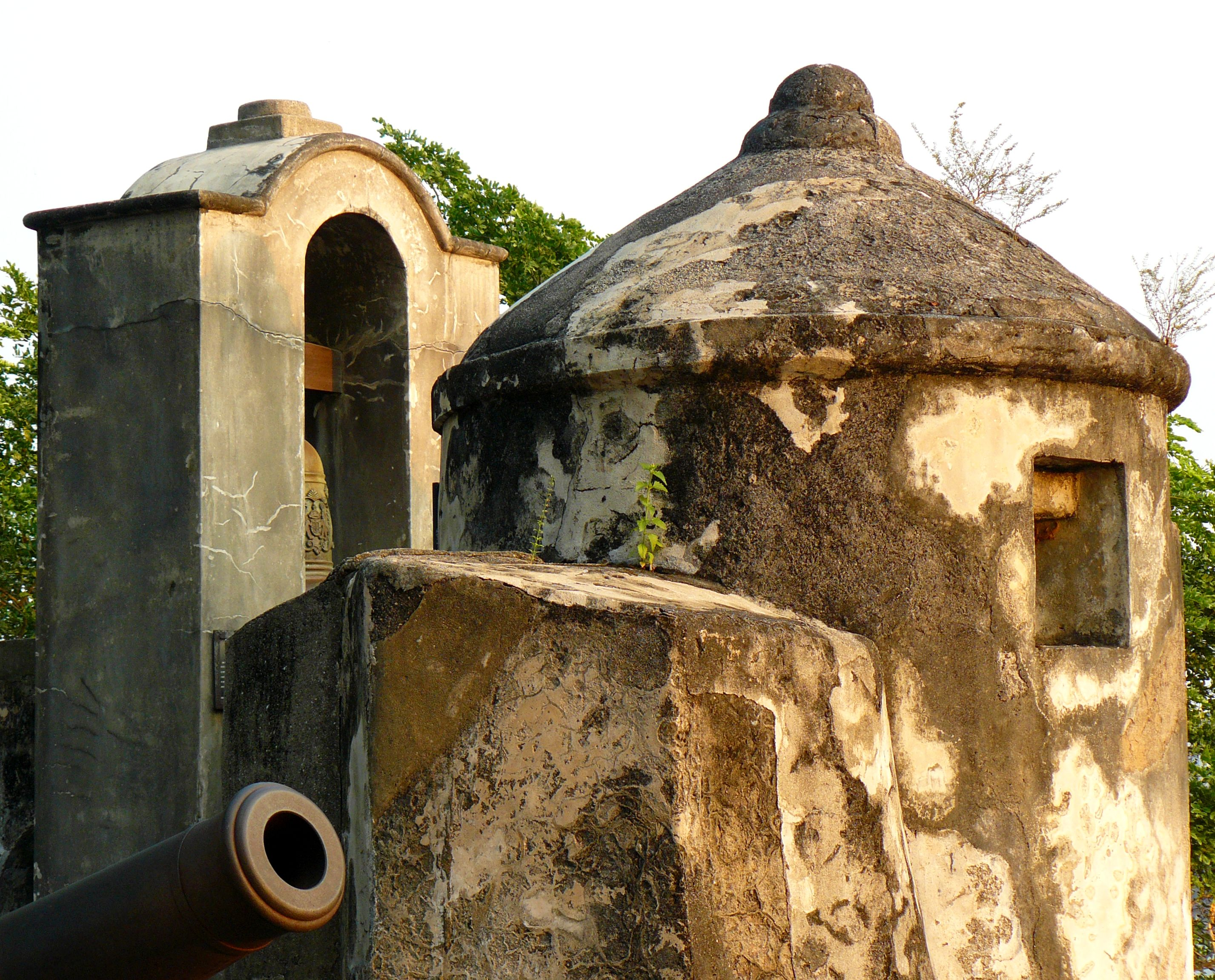
Португальский форт в Макао

Через неделю после прибытия в Гуанчжоу, Жуань Юань провёл инспекцию оборонительных сооружений, и пришёл к выводу, что нужно строить новые. Предполагалось, что европейские суда будут входить и выходить из Гуанчжоу под прицелом китайских орудий. Больше всего его впечатлила Форталеза де Сантьяго, построенная португальцами в Макао в 1629 году, и он распорядился взять эту крепость за образец для вновь возводимых фортов. Были сооружены несколько укреплений у входов в притоки Чжуцзяна и большая крепость на острове Тигра, которой Жуань Юань особенно гордился, особенно 30 пушками калибра от 2000 до 7000 цзиней. Она обошлась в 60 000 лянов, выплаченных купцами Гунхана. Впрочем, авторы аналитической статьи в Chinese Repository от 1836 года оценивали качество этих укреплений весьма низко, что и подтвердилось ещё до начала Опиумной войны. Ситуацию с военным флотом Гуандуна Жуань Юань нашёл сходной с Чжэцзяном, представил императору свои рекомендации, но они так и не были реализованы.
В 1822 году, после получения известий о появлении британских торговых караванов в пределах Синьцзяна (они пришли через Кашмир), Жуань Юань был срочно отозван в Пекин для консультаций. Для императора это стало свидетельством, что британцы не собираются оставаться в регионе Гуандуна, кроме того, мусульманские купцы сообщали, что англичане, якобы, уже контролируют весь Афганистан. Жуань Юань пробыл в Пекине с 28 мая по 25 июня 1822 года, и за это время пять раз удостоился императорской аудиенции. В оставшееся ему время на посту генерал-губернатора, он проводил жёсткую линию, предписанную ему государем. Проводя новую политику, Жуань Юань, по-видимому, осознал, что ошибся в оценке возможностей британских сухопутных сил и в письме к князю Илибу советовал дать больше торговых преференций американцам, чтобы столкнуть их с англичанами.

### Гуандунский губернатор и купечество

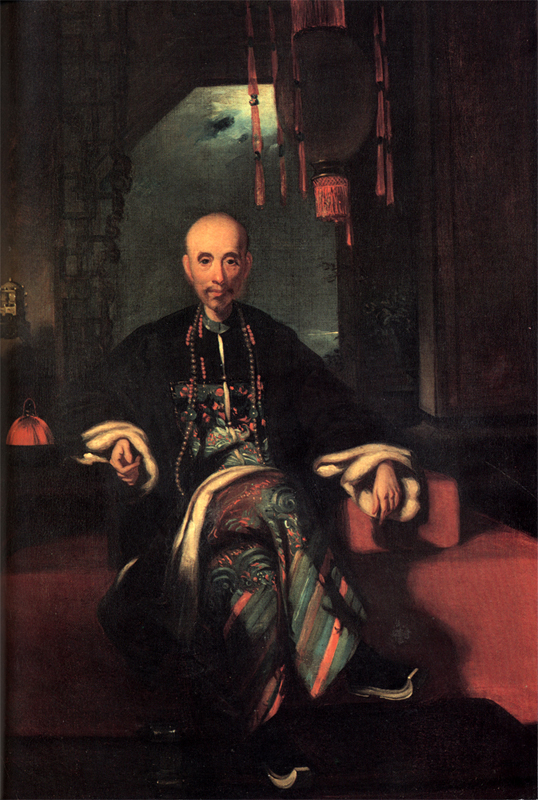
Джордж Чиннери. Портрет У Дуньюаня, 1830

Из 10 лет, проведённых на посту генерал-губернатора Гуандуна и Гуанси, 6 лет Жуань Юань совмещал должность губернатора Гуандуна. Однако ему не подчинялась таможня, которую по закону 1757 года возглавлял исключительно представитель маньчжурского императорского дома, чью должность европейцы именовали «хоппо». Власти старались интегрировать купцов — членов Гунхана — в имперский механизм, из-за чего некоторые купцы сдавали государственные экзамены и получали чиновничий ранг. С 1820 по 1823 год с Жуань Юанем активно работал У Дуньюань (европейцы именовали его Хоу-куа), которому был без экзаменов присвоен третий чиновничий ранг с правом ношения знаков отличия и сапфирового шарика на шапке. Однако из-за того, что У активно расширял опиумную контрабанду, Жуань Юань добился издания императорского указа, осуждавшего его.
Жуань Юань рассматривал Гунхан как источник больших дополнительных доходов, и принуждал его членов «вносить вклад» в правительственные проекты. На 60-летие императора Цзяцина Жуань Юань взыскал с купцов 300 000 лянов, отправленных как подношение в столицу; по документам это было проведено как дополнительная правительственная пошлина. Это не было единичной инициативой: документы соляной администрации Гуандуна-Гуанси за 1820 год свидетельствовали, что с купцов Гунхана было взято 800 000 лянов двумя траншами (по 300 и 500 тысяч) на военные и строительные нужды. Для подавления Кашгарского восстания 1826 года Жуань Юань взыскал с купцов 600 000 лянов, и это было последним его действием на посту губернатора.

### Жуань Юань и опиумная контрабанда

#### Отношения с европейцами
В 1818 году Жуань Юаню пришлось расследовать первое дело, связанное со столкновением китайцев и европейцев. 19 июня американское судно Wabash встало в док Макао. Из-за взаимных оскорблений, китайцы с берега ворвались на судно и разграбили его. Трое американцев было ранено, один вскоре скончался. Среди награбленного были наличные деньги серебром (в китайских слитках) и много опиума. Макао-Аомэнь находился в юрисдикции уезда Сяншань провинции Гуандун. Переговоры с американцами шли две недели, сумма компенсации составила 824 доллара 50 центов капитану судна, 2000 долларов заплатили купцы Гунхана и 4000 долларов из спецфонда губернатора в компенсацию за серебро. С китайской стороны было изобличено 5 человек, которые были казнены через отсечение головы или разрезанием на куски перед обезглавливанием. Это была традиционная казнь за пиратство. Далее Жуань Юань назначил ответственного от Гунхана за предотвращение подобных инцидентов, с компенсационным фондом в 160 000 лянов, обеспечиваемых купцами. Гунхан с тех пор стал требовать от капитанов заходящих европейских купцов подписывать клятву, что на борту нет опиума, иначе дела о компенсации не рассматривались. Жуань Юань попытался ввести обязательный досмотр европейских судов в территориальных водах, но британцы держали в устье Чжуцзяна военный фрегат, и от этой затеи пришлось отказаться.

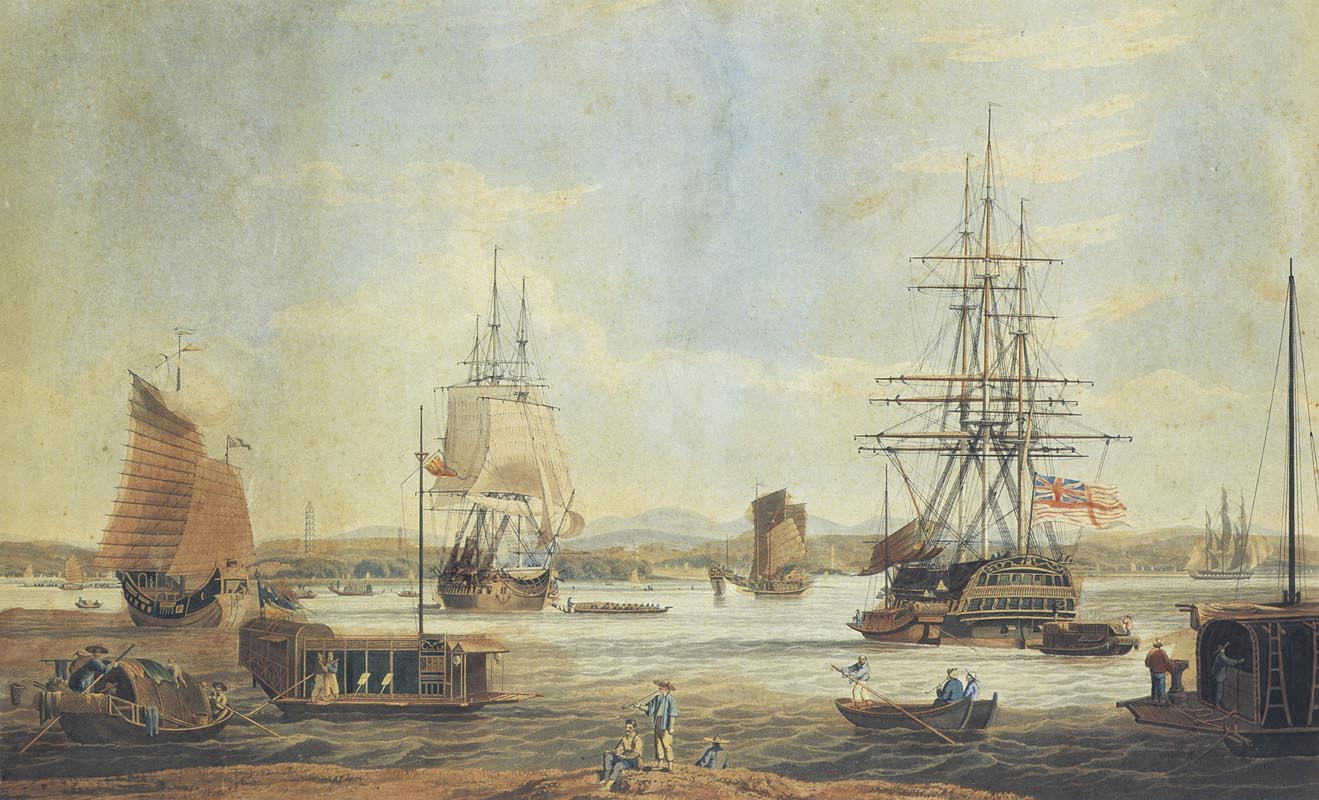
Уильям Хаггинс. Вид с острова Вампоа на Жемчужную реку, 1835

27 ноября 1820 года в Паньюе четверо китайцев (взрослый и трое детей) были убиты английскими матросами. Тендер с судна Ост-Индской компании «Лондон» с шестью моряками зашёл глубоко в устье Чжуцзяна. В Паньюе их закидали камнями дети, после чего началась стрельба. Китайская сторона настаивала на аресте судна и выдаче преступников своим властям, британцы явно растерялись: о серьёзности положения свидетельствовал факт, что в качестве переводчика пригласили Роберта Моррисона — отличного знатока Китая. 2 декабря случайно нашёлся выход: в качестве преступника был выдан покончивший с собой кок корабля «Герцог Йоркский». Жуань Юаня данный вариант устраивал, — в соответствии с инструкциями императора ему не хотелось спровоцировать кризис. Семьям погибших и раненых в Паньюе предписали «свидетельствовать о правде, но необязательно — обо всей». В отчёте Жуань Юаня императору, датированному 12 декабря, фигурировал подложный «преступник» и другой корабль; в отчёте было указано, что англичанин покончил с собой из-за раскаяния, после проведённого властями Гуанчжоу следствия. Именно после этого случая губернатор написал в Пекин меморандум об ужесточении отношения к «варварам»
29 сентября 1821 года моряк-итальянец Терранова с американского корабля «Эмили» убил китаянку из «водных людей», которая, по его мнению, продала ему слишком мало фруктов. Инцидент и его расследование был широко разрекламирован в период подготовки Опиумной войны как свидетельство варварства китайского правосудия. Американский отчёт был опубликован только в январе 1835 года в журнале North American Review и уже оттуда перепечатан в Chinese Repository. Отчёты Жуань Юаня вообще были опубликованы сто лет спустя. Дело обещало стать показательным для китайской стороны: из Пекина пришли инструкции о новой политике, а Терранова, помимо убийства китайской подданной, нарушил законы о торговле, воспрещавшие прямой товарообмен без посредства Гунхана. Следствие возглавил лично Жуань Юань, капитан «Эмили» Коупленд согласился выдать Терранову китайскому правосудию, но при условии, что слушание состоится на борту судна в присутствии американской стороны. Арест производился в присутствии префекта Гуанчжоу и восьми членов Гунхана, Ост-Индская компания предлагала прислать Р. Моррисона, но Жуань Юань отказался, не желая вмешивать в дело третью сторону. На суде Коупленд настаивал на применении только английского языка, поскольку «матросы более надёжные свидетели, чем китайцы»; он отказался выдать Терранову. В конце концов, судно было захвачено китайскими военными, в трюмах был обнаружен опиум. В этих условиях Коупленду пришлось выдать матроса, видимо, опасаясь официального обыска и его последствий. Терранова был приговорён к удавлению.

#### Борьба с контрабандой

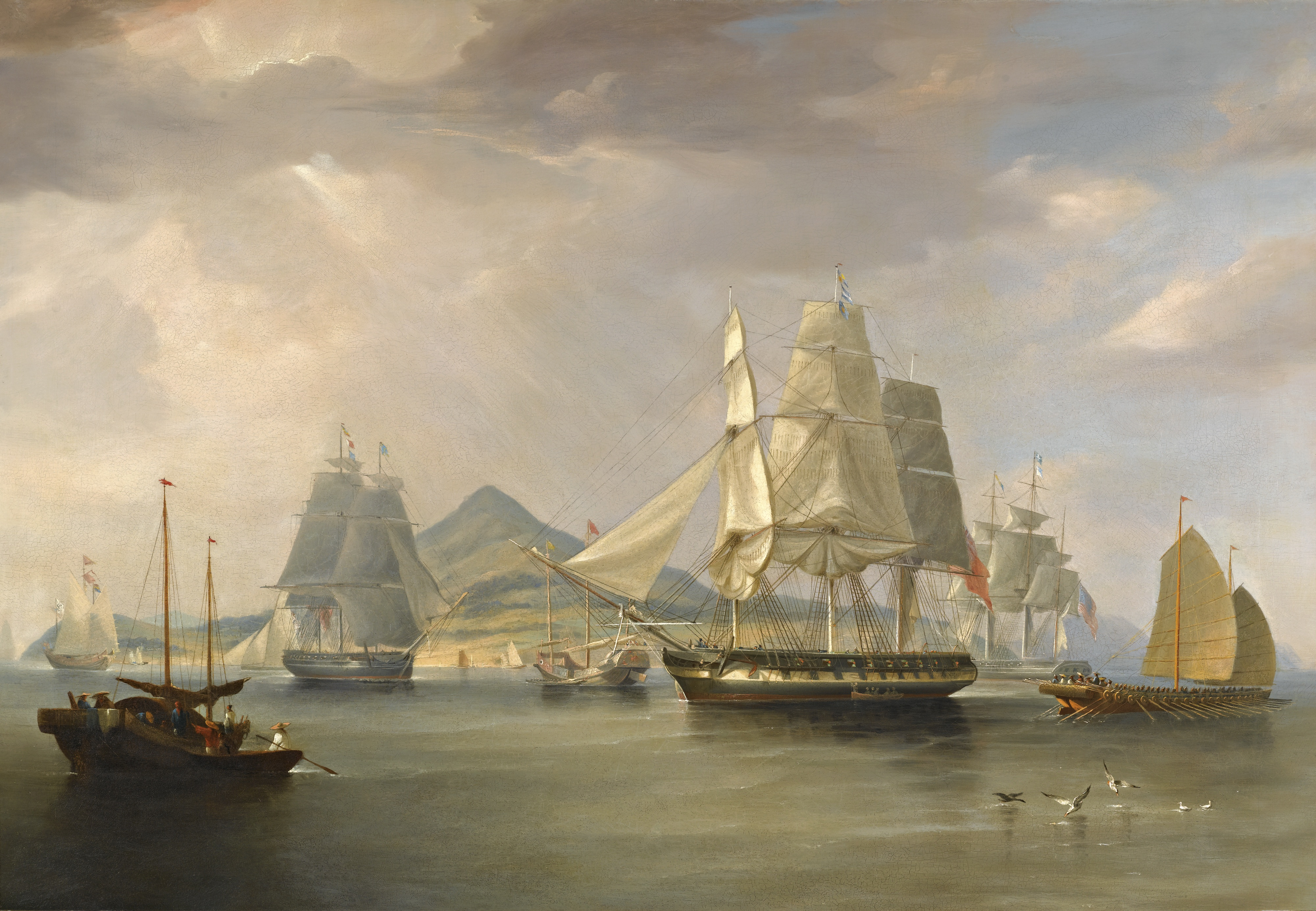
Уильям Хаггинс. Корабли с опиумом у острова Линьдин, 1824

В 1821 году правительство издало очередной указ о борьбе с контрабандой опиума. Жуань Юань немедленно принял меры для прекращения ввоза опиума в Гуанчжоу. Первым делом он запросил Пекин о понижении в ранге У Дуньюаня. В меморандуме содержался анализ ситуации на побережье, причём Жуань Юаню прекрасно были известны схемы контрабанды. Он прямо обвинял купцов Гунхана в пособничестве западным контрабандистам. В Аомэне были изобличены и арестованы 16 опиеторговцев, а также вскрыты коррупционные схемы среди чиновников Гуандуна. Конфискованный опиум был уничтожен, что вызвало одобрение императора. Разовые меры подобного рода не могли быть эффективны, но удалось разгромить переправочную базу в Линьдине. Однако количества опиума, поставляемого в Китай, не стало меньше, но к 1821—1822 годам заметно возросли цены, что косвенно указывало на последствия действий Жуань Юаня. Жуань Юань не был вовлечён в контрабанду и не извлекал из неё прибыли, о чём свидетельствовал даже директор Ост-Индской компании К. Марджорбэнкс при расследовании опиумной контрабанды в 1828 году.
Серьёзный кризис разразился в декабре 1821 года. Три опиумных корабля, включая «Эмили», были направлены от острова Вампу к Линьдину, их конвоировали фрегаты «Кэлью» и «Топаз». 14 декабря группа матросов сошла на берег за водой на Линьдине, после чего из-за грубого поведения англичан возник конфликт с местным крестьянином. На следующий день англичане явились мстить и расстреляли «обидчика» и его зятя. В тот же день Жуань Юань прекратил всю торговлю в Гуанчжоу и потребовал немедленной выдачи убийц. Британский суперинтендант торговли заявил, что он не отвечает за действия всех британских подданных, и рекомендовал общаться напрямую с командиром «Топаза» Ричардсоном. 3 февраля китайские чиновники были допущены на борт, а уже 8 февраля фрегат ушёл в море. Это сделало ситуацию критической: Ост-Индская компания несла огромные убытки, а представители европейцев пытались убедить Жуань Юаня, что Ричардсон был отправлен в Лондон, чтобы известить британские власти. Понимая, что преступники не могут быть пойманы, и не желая доводить дело до войны, генерал-губернатор возобновил торговлю. При этом брат потерпевшего обратился в Пекин с жалобой, что англичане похитили у него несколько сотен лянов серебра, а власти бездействовали, но заявитель пострадал сам, поскольку власти решили, что у бедного крестьянина, не занимавшегося контрабандой, не могло быть таких денег.

### Завершающие годы в Гуанчжоу

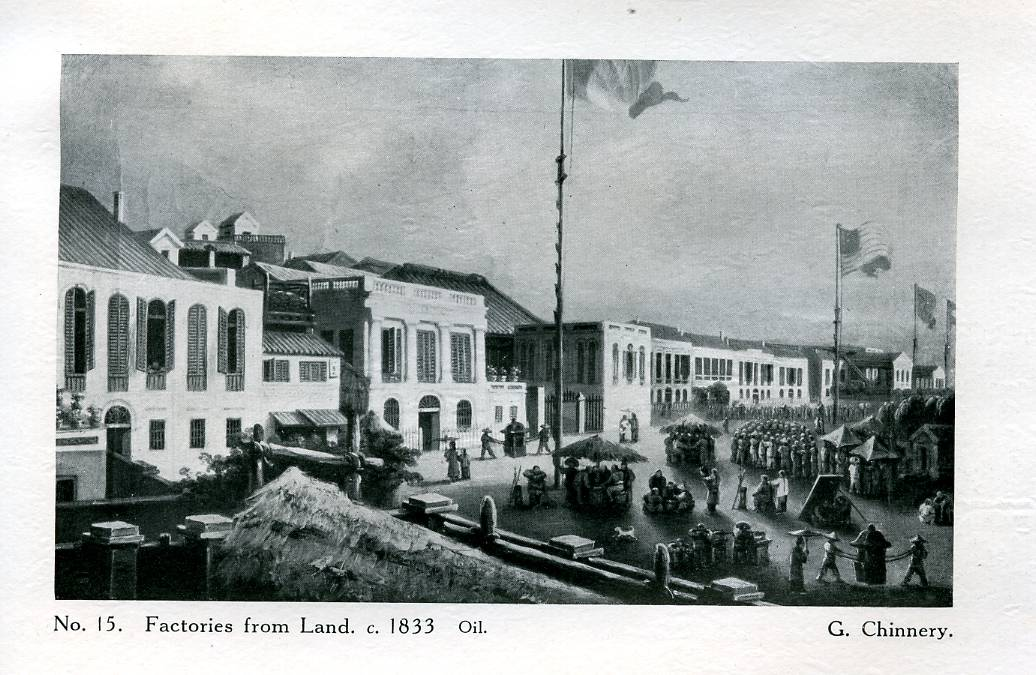
Джордж Чиннери. Торговые фактории европейцев в Гуанчжоу, 1833

После визита в Пекин в 1822 году, Жуань Юань получил следующие инструкции от императора:
1. При убийстве китайских подданных — проведение принципа «жизнь за жизнь»;
2. Иностранные подданные в случае совершения преступлений на территории Китая или его водах, подчиняются китайским законам;
3. Поскольку в китайских территориальных водах находятся иностранные военные корабли, якобы для защиты коммерческих интересов, коммерческий суперинтендант каждой иностранной державы несёт ответственность перед китайскими властями за выдачу иностранных преступников[109].

Вернувшись в Гуанчжоу, Жуань Юань уведомил британского суперинтенданта, что после искоренения пиратства нет необходимости держать в водах Гуандуна военные суда иностранцев, с чем Лондону пришлось согласиться.
1 ноября 1822 года в Гуанчжоу произошёл серьёзный пожар, начавшийся в пекарне за пределами городских стен. Из-за перенаселённости города и узости улиц, огонь быстро распространился, в отчёте Жуань Юаня в Пекин утверждалось, что за сутки выгорели 2423 дома в районе, непосредственно примыкающем к иностранными факториям. Пострадали и склады купцов Гунхана, были отмечены случаи мародёрства. Погибших насчитали 22 человека. После этого губернатор полностью отменил таможенный налог в 140 000 лянов с иностранцев (было сожжено несколько факторий) и списал половину налога с членов Гунхана на сумму 524 000 лянов, при этом в 1823 году купцы не должны были платить ничего, а в 1824 году — половину суммы, распределяемую в Гунхане сообразно понесённому ущербу. Из обычных горожан, учтённым в переписи как «зажиточные», в компенсации было отказано, однако неимущим и «водным людям» была оказана небольшая помощь из фонда губернатора. Летом 1826 года Жуань Юань был переведён на должность генерал-губернатора Юньнани и Гуйчжоу.

### Академия Сюэхайтан

Старая фотография академии Сюэхайтан

Из всех культурно-просветительских начинаний Жуань Юаня самым влиятельным и долголетним проектом стала основанная им в Гуанчжоу академия «Зал моря знаний» (кит. трад. 學海堂, пиньинь xuéhǎitáng). Основанию академии предшествовало создание историко-географического описания провинции Гуандун: пятеро из задействованных в этом издании учёных стали содиректорами академии. У Жуань Юаня была также возможность влиять на умы местной гуандунской интеллигенции, внедряя методы доказательного исследования в разделах, посвящённых эпиграфике. Поскольку в Гуандуне уже существовала развитая интеллектуальная среда, Жуань Юаню приходилось с ней считаться; по мнению С. Майлса, на это указывает приоритет литературных занятий в программе академии. Академия открылась весной 1820 или 1821 года (источники противоречат на этот счёт), причём Жуань Юань лично испытывал местных учёных, желавших работать у него, на познания в классическом каноне и ханьских комментариях. В 1825 году Жуань Юань собрал труды своих сотрудников и учеников в сборник «Сюэхайтан цзи», в котором также представлены его сын Жуань Фу и Фан Дуншу, и 99 местных интеллектуалов. Характерно, однако, что среди авторов сборника почти четверть происходили из Паньюя, и остальные, так или иначе, были потомками выходцев из других провинций, укоренившихся в Гуандуне.
Первоначально у Сюэхайтана не было своего здания, занятия проходили в академии Вэньлань в одном из торговых пригородов, но он был практически уничтожен в пожаре 1 ноября 1822 года. Осенью 1824 года Жуань Юань нашёл подходящий холм в северной части города за городской стеной, строительство завершилось уже зимой, и сборник работ сотрудников символически обозначал переезд. Жуань Юань разбил вокруг академии сад — единственный в городской черте Гуанчжоу, — засаженный соснами, сливами, древовидными хризантемами и смоковницами, что должно было символизировать отрешённость от суетного мира.
Жуань Юань заявил, что основой метода, по которому будет вестись преподавание, будет доказательное изучение канонов, а не следование сунским неоконфуцианским комментариям. Текст с этим заявлением был вырезан на каменном экране у ворот академии. На первом экзамене для потенциальных преподавателей, Жуань Юань потребовал написать аналитическое послесловие к трудам Ван Инлиня и Гу Янъу. Заботясь о долголетии своего начинания, покидая Гуанчжоу, в 1826 году основатель академии назначил сразу восемь содиректоров, все из которых были уроженцами Гуандуна, и никто не держал испытаний на степень цзиньши. Однако уже через три года после основания академии её преподаватель получил первое место на дворцовых экзаменах в Пекине. Жалованье директоров-наставников было скромным — 36 лянов в год, что заставляло их искать другие источники заработка, в первую очередь — во властных структурах, в частности, ямэня губернатора или управлении зерновой дани. В целом, бюджет Сюэхайтана был невелик, и не превышал полутора тысяч лянов в год; невелико было и число студентов, которым не выплачивалось содержания. Академия владела недвижимостью в Паньюе и Наньхае, а также рассчитывала на пожертвования торговцев, установленные Жуань Юанем, но после его отъезда они перестали поступать. Форма небольшого учреждения для узкого круга интеллектуальной элиты позволила академии просуществовать до начала XX века: она закрылась в 1903 году.

## Генерал-губернатор Юньнани и Гуйчжоу (1826—1835)

### Назначение

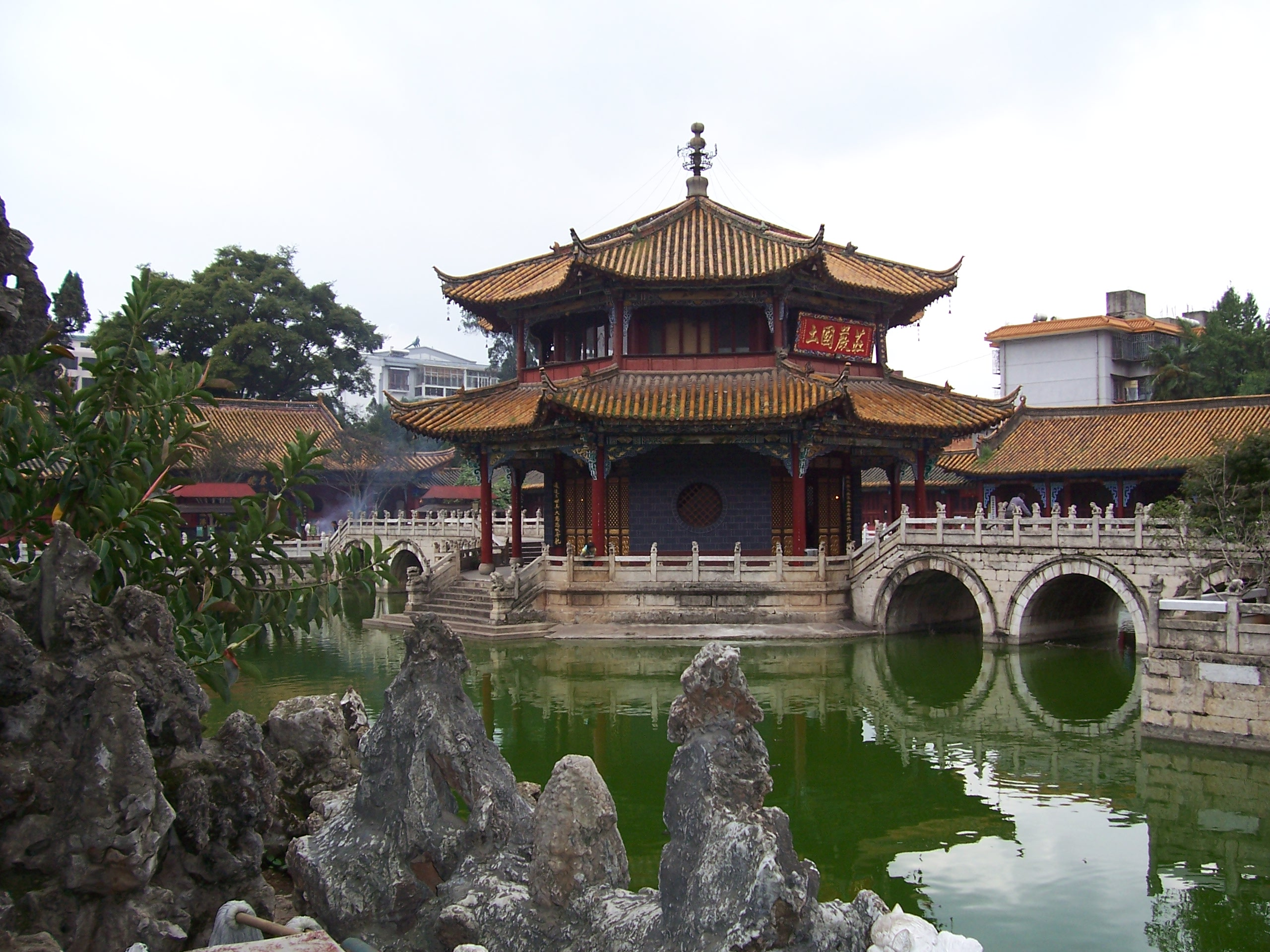
Храм Юаньтун в Куньмине. Фото 2005 года

Летом 1826 года 62-летний Жуань Юань был переведён в Куньмин. Место его нового назначения существенно отличалось от провинций Восточного Китая, поскольку было в значительной степени населено не-ханьскими народами и граничило с Бирмой и Вьетнамом, которые формально были данническими государствами Цинской империи. Назначение в известной степени свидетельствовало о доверии к администратору, поскольку помимо сложной политической ситуации, крайне напряжённой была ситуация со сбором налогов, которые преимущественно поступали от казённой монополии на соль и на медь. Не меньшей проблемой было производство опиума, поскольку в Юньнани и Гуйчжоу опиумный мак был известен со времён Средневековья. Жуань Юань был первым ханьцем, который в течение длительного времени занимал пост генерал-губернатора: от начала маньчжурского завоевания в этом регионе руководили этнические маньчжуры или монголы.
Переезд на новое место службы занял около двух месяцев: Жуань Юань передвигался по воде с семьёй и большой свитой. Он оставил при себе сына Жуань Фу и наложницу Лю Вэньжу, однако сына Жуань Кунхоу и жену Кун Лухуа отправил в родной Янчжоу, где они прожили до 1832 года. Сказывались и болезни: он страдал отёками ног и с трудом передвигался, однако, судя по путевым запискам и стихам, на него произвели впечатление природа и виденные достопримечательности. 23 сентября в Чжэньюане он принял печати и полномочия генерал-губернатора, и достиг Куньмина 18 октября.

### Внутренняя политика
За время пребывания на посту Жуань Юань дважды был вызван в столицу — сначала на аудиенцию к императору, а в 1833 году он был старшим экзаменатором на столичных экзаменах. В том же году ему пришлось ликвидировать последствия крупного землетрясения, жертвами которого стали несколько тысяч человек; были разрушены десятки тысяч построек.
Тем не менее, у генерал-губернатора Юньнани был менее напряжённый рабочий график: Жуань Юань писал много стихов, и обустраивал свою резиденцию, в которой, как он утверждал, были сосны и сливы, посаженные ещё при династии Тан. Этому способствовало то, что время его назначения было мирным — последний мятеж закончился за 6 лет до его прибытия. Жуань Юань лично инспектировал войска, в том числе на бирманской границе. В политике по отношению к инородцам он руководствовался традиционной доктриной, разработанной ещё в XVIII веке, то есть с сохранением местной племенной администрации, подчинённой имперской. Главной проблемой было переселение ханьцев, которые захватывали племенные земли, главным образом — мяо. Пользуясь системой баоцзя, губернатор провёл перепись населения, сохранились её материалы для Гуйчжоу от 1827 года. Выяснилось, что несмотря на запрет смешанных браков для мяо и ханьцев, они продолжали заключаться, что способствовало захватам земельной собственности. Оказалось, что на заповедных землях мяо проживали 71 495 китайских семейств, которые занимались как земледелием, так и скотоводством. Жуань Юань установил, что многие из поселенцев происходили из Хубэя, опустошённого наводнениями.
С проблемами инородцев тесно были связаны случаи нарушения соляной монополии. Проведя ревизию в 1827 году, Жуань Юань выявил случаи наличия незарегистрированных и нелицензированных солеварен, большая часть которых располагалась на племенных землях и были захвачены ханьскими поселенцами. Существовала и контрабанда соли из Бирмы. Жуань Юань пресёк все выявленные им случаи и собрал недоимки. Только в первый год его управления — 1826-й — соляная монополия принесла 261 000 лянов.
Во время войсковой инспекции 1826—1827 годов Жуань Юань убедился, что в Юньнани опиум выращивается в значительном объёме, а военнослужащие сильно поражены наркоманией. Его антинаркотические меры были подробно описаны в отчётах императору. Дважды в год — во время посадки и уборки мака — чиновники инспектировали районы, где имелись посевы, и по выявлению, уничтожали их. В 1832 году генерал-губернатор провёл 24 судебных дела о производстве опиума. Из них 12 касались посадок мака и производства опиума-сырца, 7 — торговли опиумом, остальные — его употребления. Наказания были разнообразны: от 100 ударов бамбуковой палкой до ссылки на границу на срок от двух месяцев до трёх лет.
Из прочих проектов, предпринятых Жуань Юанем, выделяется строительство новых зернохранилищ. Юньнань отличается влажным климатом с большим количеством осадков, поэтому главной задачей являлось сохранение урожая. Инспекцию хранилищ генерал-губернатор предпринял в ожидании хорошего урожая 1828 года, и установил, что существующие склады были устроены близ озера, что делало их бесполезными. Губернатор Юньнани — маньчжур Илибу — изыскал место в окрестностях Куньмина с возвышенностью, где регулярно дул бриз, где было сооружено хранилище из 50 камер, вмещавших 100 000 ши риса и других зерновых.

### Иностранные дела

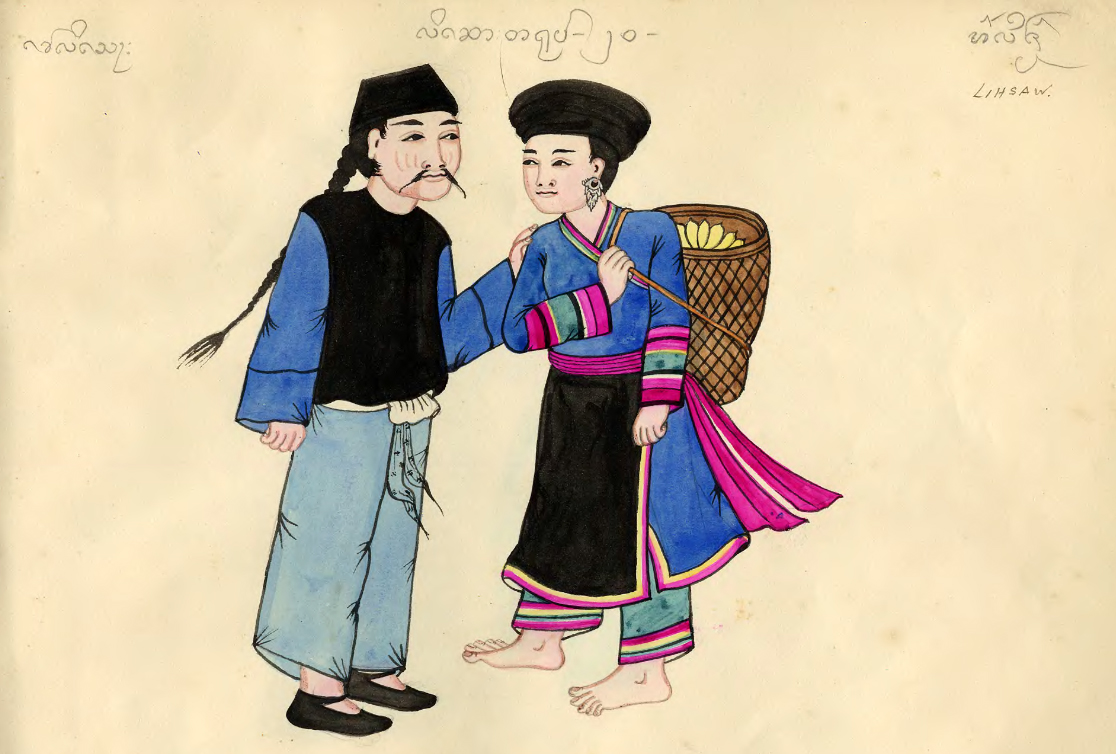
Представители народа лису. Бирманская картина 1900-х годов

Чтобы воспрепятствовать сообщениям с Бирмой и Вьетнамом, Жуань Юань создал буферную зону, которую заселил представителями народа лису. В 1827 году 300 семейств лису, приписанных к военному сословию как лучники, были переселены из Баошани к Тэнъюэ и Нунцзяну (на Салуине), чтобы воспрепятствовать набегам их соплеменников с территории Бирмы. Размещение там регулярных имперских войск было нежелательно, ибо вызвало бы дипломатические проблемы с «вассалами». Жуань Юань лично ознакомился с тактикой лучников-лису, и нашёл, что их отравленные стрелы предпочтительнее маньчжуро-китайских арбалетов. Поселенцы получили земли и посевной материал, и закрепились. Провинциальному бюджету операция обошлась в 10 000 лянов, то есть в половину годового содержания регулярной армии; средства были взяты из фондов соляной монополии. К 1849 году, как отмечал в докладе его сын Жуань Фу, лису стало 1000 семейств. И в XXI веке они живут на этой территории.
Серьёзным делом для Жуань Юаня стал казус клана Дяо. Дяо были наследственными племенными вождями в Пуэре с 1729 года, в 1834 году у них разразился кризис престолонаследия. Молодой наследник Дяо Шэнъу напал на собственного дядю-регента Дяо Тайкана, не желая дожидаться совершеннолетия. Жуань Юань встал на сторону дяди, и Шэнъу был отстранён от должности, её отдали сыну Тайкана. По-видимому, это было связано с тем, что Шэнъу ранее заключил союз с племенем на тайской территории, а далее некоторое время провёл заложником у бирманцев. Напротив, его дядя Тайкан успешно работал с двумя предшественниками Жуань Юаня на посту генерал-губернатора.
Накануне отъезда Жуань Юаня в Пекин в 1835 году, поднял восстание племенной вождь Нун Вэньюнь, который был вассалом вьетнамских Нгуенов. Когда восстание было подавлено вьетнамским правительством, Нун бежал в Юньнань, и возникло опасение, что вьетнамцы будут его преследовать на китайской территории. Жуань Юаню пришлось быть крайне деликатным. Инцидент закончился самоубийством мятежника, блокированного в ущелье, однако налаживание отношений с вьетнамцами обошлось казне в 20 000 лянов.
В 1831 и 1834 годах через Юньнань следовали посольства из Вьетнама и Бирмы в Пекин. В обоих случаях среди даров были по 4 слона, которые, как писал Жуань Юань, позабавили его внуков. Среди «дани», поднесённой бирманцами, выделялось послание императору на золотой пластине, три статуи Будды, слоновые бивни, по 10 000 слитков золота и серебра, 10 рубинов и пара сапфиров, 200 лянов сандала, 10 бутылей розового масла, и прочие ценности. Задачей генерал-губернатора была приёмка и опись ценностей и дальнейшая их отправка в Пекин с конвоем.

### Поощрения и утраты
Усилия, предпринятые Жуань Юанем, были отмечены на императорской аудиенции в 1829 году. В Пекине ему позволили въехать в Запретный город верхом, а дальше перевозили на портшезе. В 1833 году его вновь вызвали в Пекин для поздравления с 70-летием (по китайскому счёту, ведшемуся от зачатия), и удостоили почётного звания Великого секретаря. 1830-е годы стали для Жуань Юаня тяжёлыми в личностном плане: в марте 1832 года в возрасте 44 лет скончалась третья наложница Тан Цзинъюнь, а во время холерной эпидемии января 1833 года скончалась супруга Кун Лухуа — всего через неделю после его отбытия в Пекин, и вскоре после её приезда из Янчжоу. В мае 1833 года в Баодине, куда был отправлен служить, скончался его приёмный сын Жуань Чаншэн. Все эти новости достигли Пекина, когда Жуань Юань заканчивал работу столичной экзаменационной комиссии, и он был в таком физическом и моральном состоянии, что его сын и невестка отговаривали его возвращаться в Куньмин. Тем не менее, отец забрал из Баодина останки Жуань Чаншэна, чтобы похоронить его в Янчжоу.

## Столичная служба (1835—1838)

### Великий секретарь

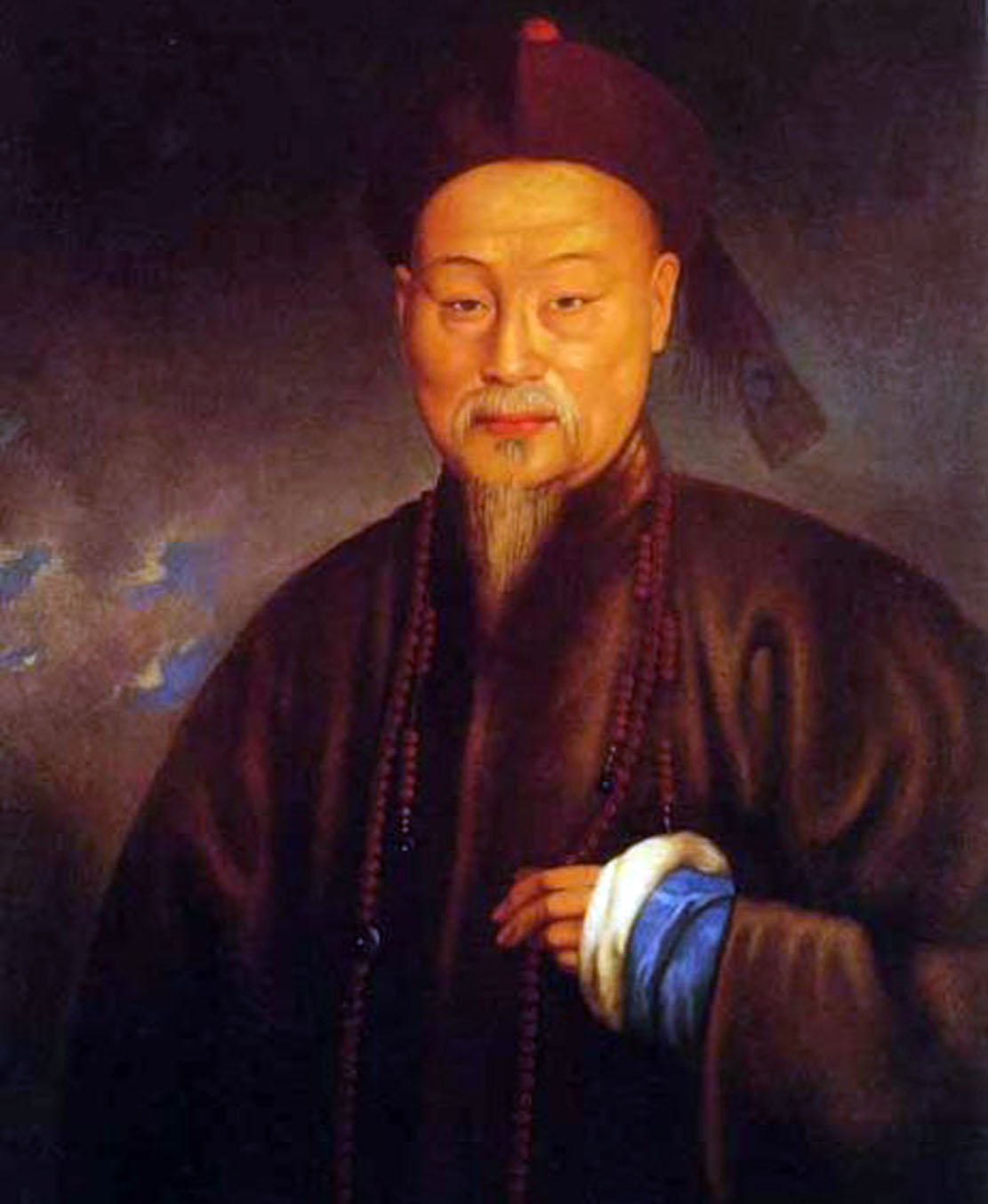
Портрет Линь Цзэсюя работы Линь Гуаня

В 1835 году 71-летний Жуань Юань был отозван в Пекин, завершив 36-летнюю службу губернатором в провинции. Указом от 31 марта 1835 года он получал повышение, но до прибытия его преемника в Куньмин должен был оставаться на месте. Тем же указом ему присваивался первый чиновный ранг и звание Великого секретаря дворца Благовоспитанности и Гуманности (кит. 體仁閣). Звание не предусматривало реальной власти, но делало Жуань Юаня одним из высших сановников империи, имеющем доступ к особе государя в любое время дня и ночи. 3 июля Жуань Юань покинул Куньмин, из-за летней жары путешествие было тяжёлым; в Пекин семейство Жуань прибыло 11 октября, никаких других свидетельств не сохранилось. Лу Итянь позднее утверждал, что Жуань Юань посетил Нанкин, где общался с Линь Цзэсюем.
В Пекине Жуань Юаню немедленно была дана аудиенция и он был назначен главой Военного совета с привилегией не носить в присутствии императора ожерелье (ввиду состояния здоровья) и ездить по Запретному городу верхом, что на практике означало передвижение в портшезе. Уже на следующий день после назначения он заседал в военной экзаменационной комиссии, оценивавшей умение кандидатов стрелять из лука. Жуань Юань был пятым из великих секретарей и одним из двух ханьцев на этой должности, помимо работы с документами (в основном — проверки, не противоречат ли решения провинциальных властей действующему законодательству), ему поручали ревизию эталонов мер и весов в Палате доходов, а также расследование случаев мошенничества на провинциальных экзаменах, когда сочинение писало другое лицо.
В 1837 и 1838 годах Жуань Юань назначался ответственным за безопасность столицы во время отсутствия императора, — обычно он по весне навещал гробницы предков в Бадалине; время было мирным, поэтому подобные назначения были, скорее, престижными. Наравне с другими великими секретарями в этот период он рассматривал реальные государственные дела, в частности, доставку меди и свинца из Юньнани, закупки риса для казённых зернохранилищ в Пекине, а также награды чиновников, раскрывших контрабанду опиума в столичной провинции. Позднее ему поручали распоряжаться на жертвоприношениях духам предков императорского дома и следить за правильностью надписей на погребальных табличках.

### Опиумный вопрос
В 1830-е годы одним из серьёзнейших вопросов для государства стала легализация опиумной торговли, причём в ряде работ, основанных на британских источниках XIX века, Жуань Юаня называли в числе сторонников этих мер, это же мнение было выражено и в «Кембриджской истории Китая». По мнению Вэй Байди, — это недоразумение, возникшее из-за того, что движение за легализацию опиума возникло в академии Сюэхайтан, основанной Жуань Юанем, финансируемой купцами Гунхана, тесно связанными с контрабандой опиума. Сторонники легализаци — Сюй Найцзи, Бао Шичэнь и другие, включая генерал-губернатора Лу Куня, входили в число учеников Жуань Юаня. В 1836 году Сюй Найцзи, дослужившийся до вице-директора ведомства жертвоприношений, подал меморандум на Высочайшее имя о полном пересмотре политики в отношении производства и потребления опиума. Его предложения сводились к тому, что наркомания — страшный порок, но все силовые меры к её искоренению не привели ни к каким результатам, зато контрабанда опиума способствует росту преступности и лишает правительство налоговых поступлений, и способствуют утечке серебра из страны. Он предложил легализовать ввоз опиума с одновременным прекращением расчёта с европейцами серебром и переходом на чайный бартер, а сверх того, предлагал разрешить легальное производство опиума в стране, с выплатой налогов и получением лицензий. Введение высоких таможенных пошлин привело бы к переходу наркоманов на отечественный продукт, что сделало бы рынок наркотиков полностью контролируемым. Его предложения не были приняты, и возобладала жёсткая позиция, нацеленная на силовые действия, которые отстаивал Линь Цзэсюй. Не существует никаких свидетельств, что Жуань Юань был причастен к составлению этого документа или сочувственно относился к его положениям. Судя по записям беседы Жуань Юаня с Лян Чжанцзюем в 1841 году, он полагал, что принятые им в 1820-е годы меры были правильными, а о меморандуме Сюя даже не упомянул.
Возможное участие в дискуссии по опиумному вопросу было последним действием Жуань Юаня на государственном посту. Из-за усилившегося нездоровья, он подал прошение об отставке. 4 июля 1838 года был издан императорский указ, который присваивал отставному секретарю титул Великого наставника наследника престола (кит. трад. 太傅, пиньинь tàifù); Жуань Юань пробыл на государственной службе 50 лет.

## Отставка. Кончина (1838—1849)

Одна из картин Жуань Юаня с его каллиграфией

Указом от 4 июля 1838 года Жуань Юань награждался пенсионом в половину рангового оклада, то есть 90 лянов в год. Император также пожаловал Жуань Юаню и его потомкам 61 остров на Янцзы и доходы от речной пристани Шиэръюй близ Пукоу в бессрочное пользование; ещё в 1949 году семья Жуаней собирала с них подати. 12 октября 1838 года он покинул Пекин, и прибыл в Янчжоу 30 ноября. Сам Жуань Юань утверждал, что не особенно сильно страдал телесными недугами, но заметно ухудшилась память и усилилась одышка, а боли в ногах не позволяли присутствовать на императорских аудиенциях со стоянием на коленях и отвешиванием земных поклонов. Поскольку с 1838 года он был не в состоянии самостоятельно передвигаться, для него изготовили кресло на колёсиках. Однако сохранившиеся автографы показывают, что его стиль каллиграфии не изменился, и он продолжал работу над воспоминаниями («Лэйтан аньчжу дицзыцзи»), которые подготовил к печати в 1841 году. На покое Жуань Юань окружил себя учениками, среди которых выделялся Лю Вэньци, которому не удалось сдать провинциальные экзамены. Ввиду больших расходов на семью, составлявшей более 100 человек (немалую долю составляли похороны родственников), письма Жуань Юаня были наполнены хлопотами о деньгах, главный доход приносили острова на Янцзы, поставлявшие на рынок высушенный тростник.
Жуань Юань вышел на покой состоятельным человеком. Ему принадлежал дом в западной части Янчжоу за городскими стенами. Однако в 1843 году (в третий день третьего лунного месяца) дом сгорел, пока Жуань Юань был в деревне, причём погибла вся библиотека, собираемая хозяином в течение жизни. Потрясение было так велико, что Жуань Юань не позволял ничего строить на этом месте, и сам был не в состоянии посетить пожарище; потом на месте дома разбили сад. Глава семьи поселился в семейном храме предков, где для него оформили жилые покои; эти постройки существовали и в 2006 году. Помимо недвижимости в городе, ещё в царствование Цзяцина Жуань Юань купил два участка в деревне: один близ родового кладбища в Лэйтане и второй по правую сторону от храма предков; он явно предпочитал проводить время в деревне, как он сам писал, исполняя ритуальные обязательства перед усопшими родителями и сам готовясь к кончине. Храм предков был бывшим домом его деда, участок которого он выкупил. Из-за паводков участок заболотился, но Жуань Юань осушил его, насадив ивовый парк, и присвоил дому название «Зал 10 000 ив»; площадь парка составила около 330 гектаров.
Во время Первой опиумной войны в Янчжоу оказались старые коллеги Жуань Юаня, сформировавшие неофициальное «Общество пяти старцев»: кроме него, 75-летний Лян Чжанцзюй, 84-летний Цянь Мэйси, 75-летний Чжу Цзянь и 84-летний Ван Цзыцин. Преимущественно они занимались поэтическими импровизациями и воспоминаниями. Лян Чжанцзюй уверял, что англичане не стали брать штурмом Янчжоу из уважения к бывшему губернатору Гуанчжоу; впрочем, это не отменило выкупа в 500 000 долларов. История повторилась в 1850 году, когда город пощадили тайпины из уважения к бывшему гуандунскому губернатору, известному борьбой с пиратами и наркоторговцами.
В 1843 году император торжественно поздравил Жуань Юаня с 80-летием, причём для встречи барки с императорскими подарками была сформирована специальная процессия, растянувшаяся почти на китайскую версту. Сохранился и список даров:
Три таблички с благопожелательными надписями, исполненными государем;
Пара свитков с благопожеланиями из 7 иероглифов;
Статуя Будды;
Жезл-жуи из белого нефрита;
Хрустальные бусы — обозначение ранга;
Одеяние, расшитое драконами;
2 атласных одеяния;
8 шёлковых одеяний.
В 1846 году его удостоили титула Великого наставника и полного рангового оклада в 180 лянов серебра, улица, на которой располагался дом Жуань Юаня, была переименована в его честь, а ворота усадьбы были украшены тремя посвятительными досками, которые просуществовали до 1949 года. На 60-летие его успеха на экзаменах, Жуань Юань был приглашён на чествование провинциальных кандидатов, на котором он продемонстрировал своё искусство каллиграфа, которое составляло немалую долю его доходов.
Здоровье Жуань Юаня продолжало ухудшаться, особенно зрение, о чём свидетельствовал он сам в специальном меморандуме, который вручили императору уже после кончины заслуженного сановника. 20 ноября 1849 года он ещё был в состоянии посетить храм своих предков, и скончался через неделю. Его похоронили в одной могиле с женой, облачённым в полный мундир сановника первого ранга, но без драгоценностей и печати. После кончины он был удостоен официального титула «Культурный и мудрый» (кит. трад. 文達, пиньинь wéndá).

## Интеллектуальная деятельность
Жуань Юань стал известным в Китае XIX века интеллектуалом, за свою долгую жизнь он издал около 80 сочинений, на которых стоит его имя как автора, редактора или составителя, он также активно занимался издательской деятельностью и писал предисловия и эпилоги к работам других авторов. В результате почти всю жизнь он испытывал конфликт между распределением времени на учёные занятия и свои непосредственные обязанности чиновника. В императорском рескрипте о назначении в Цзянси в 1814 году прямо говорилось, что «Жуань Юань слишком много времени тратит на литературу и пренебрегает служебными обязанностями».
Круг интересов Жуань Юаня был весьма широк: текстология и этимология, археология, эпиграфика, библиография и составление аннотированных каталогов, история, география, этнография, литература, математика, астрономия и история технологии. Будучи библиофилом, он стремился донести до широкого круга читателей тексты, которые ему удалось раздобыть. Только благодаря его изданиям сохранились трактаты каноноведов середины Цинской династии Цзяо Сюня и Ван Чжуна, которые привлекли Жуань Юаня оригинальными трактовками конфуцианского канона, принятыми в Янчжоуской школе. На его средства и под его же редакцией была составлена большая серия трудов представителей школы Янчжоу, в составе которой увидели свет собственные сочинения Жуань Юаня. Подобным же образом была составлена поэтическая антология поэтов Чжэцзяна времени ранней Цин («Лянчжэ юсюань лу»), причём среди авторов были и женщины (381 стихотворение 183 поэтесс).
Ещё в период работы начальником отдела образования Шаньдуна и Чжэцзяна Жуань Юань составил свою самую известную работу — «Биографии астрономов-математиков» (кит. трад. 畴人傳, пиньинь chóurénzhuán) в соавторстве с коллегами, в частности Ли Жуем. В период 1799—1955 годов она переиздавалась 6 раз. В работе была продемонстрирована связь математики с другими науками и с классической литературой, а также выдвинута идея, что все западные науки имеют китайское происхождение. Биографии весьма эклектичны: в книгу попали не только специалисты в сфере астрономии и математики, неразделимых в традиционной китайской науке (в том числе Чжан Хэн), но и инженеры, географы, экономисты, и даже поэты и музыканты. Всего в авторском варианте Чоу жэнь чжуань биографии 275 китайских и 41 европейского «математика». Биографии состоят, главным образом, из послужного списка и перечня написанных работ, из которых приводятся многочисленные цитаты. Западные учёные сильно перепутаны: даны две отдельные биографии Коперника под разными именами, причём в одной из биографий он представлен как иезуит, аналогичная ситуация с Франсуа Виетом. Биография Ньютона в два раза меньше по объёму, чем жизнеописание малоизвестного британского военного Огаста Ленди, и в шесть раз меньше, чем описание первого миссионера-иезуита в Китае — Маттео Риччи. В 1840 году силами ученика Ло Шилина Чоу жэнь чжуань была расширена (добавлены 44 биографии), именно в таком виде трактат выпускался до 1955 года. В издании 1886 года Чжу Кэбао добавил 129 новых биографий математиков, а Хуан Чжунцзюнь в 1898 году — ещё одну. Также своеобразны были «Биографии учёных» (кит. трад. 儒林傳, пиньинь rúlínzhuán), включённые в состав «Цин ши гао»: это были жизнеописания конфуцианцев, у которых не было третьего чиновничего ранга, что не позволяло включать их биографию в официальную историю государства.
Как философ, он причислял себя к направлению «Ханьского учения», то есть к последователям Лю Фэнлу, которые стремились филологическими средствами восстановить изначальный текст и смыслы конфуцианского канона. Отсюда проистекала комментаторская деятельность Жуань Юаня и его библиофилия. Коллекция ритуальной бронзы Жуань Юаня включала более 460 сосудов, изготовленных между 1400 годом до н. э. и 220 годом н. э. Он собирал их для изучения имеющихся на них надписей, и в 1804 году опубликовал отдельный труд по эпиграфике и каллиграфии, став авторитетнейшим китайским каллиграфом XIX века. Он отдавал много сил разысканию древних текстов, значительная часть которых дошла до наших дней благодаря его стараниям. В 1816 году выпустил в свет редкий «сунский оригинал» Ши сань цзина (十三經注疏, «Тринадцатикнижие с комментариями и толкованиями») с наиболее полной сводкой авторитетных «комментариев и толкований», а также собственными критическими «записками о сверке текстов». Эта версия была признана классической и позднее неоднократно воспроизводилась. Из авторитетных каноноведческих изданий Жуань Юаня выделяется «Свод схолий к канонической литературе» в 106 цзюанях, составленный Дай Чжэнем, эта работа увидела свет в 1805 году, и огромный свод комментариев к классике цинских учёных (кит. трад. 皇清經解, пиньинь huáng qīng jīngjiě) в 1400 книжках-бэнях.
Практически все труды Жуань Юаня были составлены авторским коллективом, в особенности это касалось географических описаний Гуандуна и Юньнани. В общей сложности в собранных им авторских коллективах работало более 400 человек — в разное время и в разных провинциях. Создание коллективных интеллектуальных проектов в эпоху Цин было частью маньчжурской политики по привлечению на сторону режима интеллектуалов, по разным причинам не состоящих на государственной службе. После завершения Сыку цюаньшу в гуманитарной сфере резко возросла роль частных меценатов и провинциальных школ и академий. Из современников Жуань Юаня, которые собирали большие авторские коллективы, выделялся также связанный с ним родством Би Юань (работавший, преимущественно, в Шэньси).
Специалисты из основанной Жуань Юанем в Ханчжоу академии Гуцзин цзиншэ сопровождали своего патрона в течение более чем 40 лет. Будучи чиновником на официальной службе, Жуань Юань мог использовать своё положение для финансирования издания и выплаты жалованья нанятым специалистам, при этом сам разрабатывал концепцию и контролировал проект до его завершения. Жуань Юань никогда не пренебрегал обязанностями редактора и даже автора, но всегда отдавал дань уважения своим специалистам в предисловии к очередному опубликованному труду. Существенную роль играли и личные связи патрона с провинциальными учёными. Этот метод складывался ещё в период работы Жуань Юаня экзаменатором: только в Чжэцзяне он «открыл» более 100 учёных, 95 из которых так или иначе работали в академии Гуцзин цзиншэ, при этом 63 из них получили дополнительный чиновничий ранг, дающий известные привилегии, но не позволяющий занимать должностей, связанных с реальной властью. Среди этих учёных им самим упоминались Чжу Вэйби, Чжан Цзянь, Ян Фэнбао, Хун Исюань, Хун Чжэнсюань, и Сюй Найцзи.
По мировоззрению он был человеком своего времени: в известной степени придерживался суеверий, почитал местных богов и духов, надеясь, что они принесут ему удачу, о чём сообщал даже в меморандумах императору. Имея представление о коперникианстве и достижениях Галилея, он отвергал гелиоцентрическую систему мира, потому что, согласно его представлениям о конфуцианстве, это нарушает заветы, оставленные предками (кит. трад. 訓, пиньинь xùn). В биографиях астрономов и математиков он резко критиковал Сюй Гуанци (1562—1633) — переводчика «Начал» Евклида на китайский язык, — за слишком быстрое соглашательство с теориями «варваров» и принятие христианства.

## Семья. Частная жизнь

### Конфуцианская почтительность к предкам

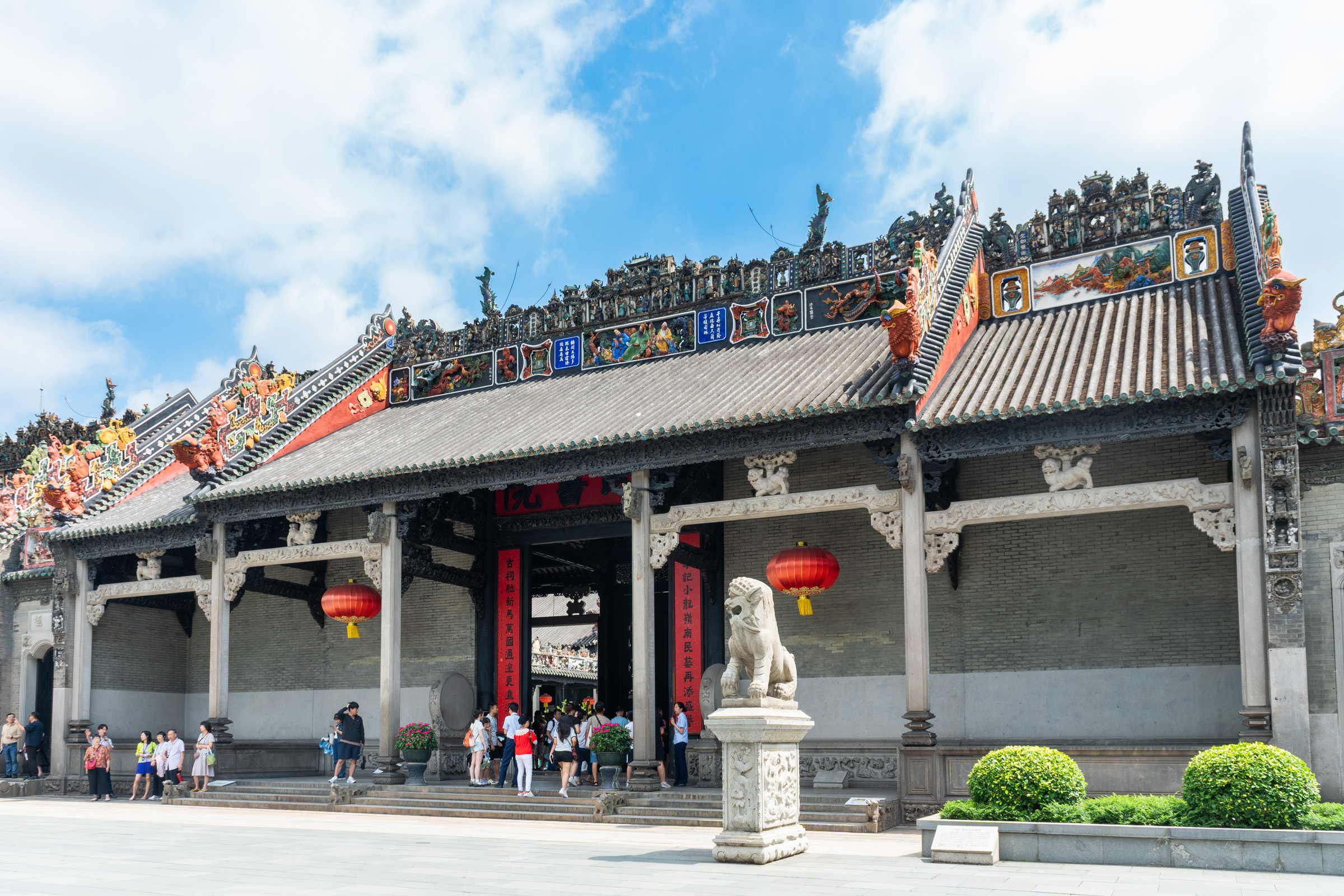
Храм предков клана Чэнь в Гуанчжоу — образец поминального храма в старом Китае

Добившись большого успеха в жизни, Жуань Юань стал главой клана и был обязан поддерживать ближних и дальних родственников. По обычаям, закреплённым в китайском законодательстве, к ним относились предки до четвёртого колена, то есть главе рода следовало поддерживать в должном порядке храм предков и семейное кладбище. Издание географического и исторического описания провинции и малоизвестных литераторов Янчжоу и Чжэцзяна совмещало общественную благотворительность, диктуемую законом и обычаем, и частные интересы Жуань Юаня.
Будучи почтительным сыном, Жуань Юань добился для своих родителей высоких званий. Став губернатором, в 1799 году он добился императорского указа, которым его покойной матери присваивалось звание первого ранга, а поминальная табличка с именем была установлена в боковом приделе храма, в который Жуань Юань превратил дом, где родился. Ради её памяти были наняты несколько монахинь, которые круглосуточно воскуривали фимиам и совершали приношения. Отец — Жуань Чэнсинь — успел в полной мере воспользоваться положением сына. В том же 1799 году императорским указом ему был дарован титул «сановника, имеющего светлые заслуги» (гуанлу дафу, 光祿大夫), причём в тексте указа подчёркивалось, что отец удостоен титула за воспитание примерного сына, способного послужить стране. С 1800 года до самой кончины в 1805 году отец жил вместе с сыном в губернаторской резиденции в Ханчжоу, и активно помогал ему, поскольку в молодости получил военное образование и считался компетентным в производстве оружия. Когда летом 1800 года тайфун разметал большой пиратский флот, отец убедил сына отправить императору благодарственный меморандум за знамение от богов и Неба, свидетельствующее о попечении государя о подданных и качестве его управления. Сам занимаясь соляной торговлей, Жуань Чэнсинь помогал организовывать купцов Чжэцзяна на общественные работы, и из своих средств выделил 3000 лянов на береговую оборону острова Чжоушань. Перед смертью он активно занимался распределением продовольственной помощи, и передал на эти цели все свои сбережения, накопленные за жизнь — 14 000 лянов. В 1803 году Жуань Юань торжественно отпраздновал 70-летие отца, причём на банкете использовались антикварные сосуды эпохи Шан и Чжоу, император прислал жезл-жуи, а сын преподнёс реплику двух колоколов эпохи Чжоу. После кончины отца, Жуань Юань добился присвоения ему и своему деду воинских званий третьего ранга, дающих право на включение в официальную историю государства.
К моменту кончины отца у Жуань Юаня было двое сыновей и один приёмыш, взятый после кончины его первой жены в 1793 году, — это гарантировало непрерывность почитания предков. В 1804 году губернатор расширил семейное кладбище, где были упокоены его отец и мать, но там не нашлось места для его первой жены. На семейном кладбище в Лэйтане Жуань Юань воздвиг аллею из статуй всадников и лошадей — хранителей загробного мира, которая сохранялась до начала 1950-х годов. Отдельное место было зарезервировано для самого Жуань Юаня, который был похоронен в одной могиле со второй женой Кун Лухуа. Могила сохранялась до 1983 года, когда была вскрыта и исследована, были найдены знаки чиновника первого ранга. После изучения, могила была восстановлена и снабжена соответствующим надгробием из белого песчаника; подлинность захоронения никогда не подвергалась сомнению. Помимо родового храма у Жуань Юаня имелся родовой алтарь в пригороде Янчжоу. В храме предков были размещены таблички всех представителей рода, в том числе имевших отдалённое отношение к Жуань Юаню.

### Семья
По воле отца семейную резиденцию на родине Жуань Юань основал на холме и улице Вэньсюань, на месте дома поэта династии Суй Цао Сяня. Этими делами он занимался в период траура по отцу, который продлился 27 месяцев в 1805—1807 годах. Рядом с домом и храмом предков была основана школа клана Жуань, сделавшая доступным образование для всех его членов; кроме того, был построен дом, в котором могли жить родственники, приезжавшие в гости, или неимущие родичи, не имевшие своего жилья. Дом содержался на доходы от поместий, расположенных неподалёку, кроме того, Жуань Юань приобрёл несколько островов на Янцзы, поросших тростником, который был основным видом топлива в этом регионе; острова были семейной собственностью вплоть до 1949 года. На доходы от островов были учреждены стипендии членам клана Жуань, пожелавшим сдавать столичные экзамены. После 1809 года, когда Жуань Юань по делам приглашался в столицу, он останавливался в резиденции потомков Конфуция, что было заслугой Кун Лухуа.
Всего от двух жён и трёх наложниц у Жуань Юаня было семеро детей, из которых двое умерли в младенчестве. Поскольку он сам был единственным ребёнком, то для своего клана установил очерёдность наследования, когда регистрировались все дети обоих полов, чьё старшинство определялось порядком рождения. К моменту кончины в 1849 году у Жуань Юаня было 20 внуков и 21 правнук, внесённые в семейные анналы. К этому времени в доме Жуаней проживало не менее 100 родичей под одной крышей. Ни один из его сыновей и внуков не продемонстрировал способностей своего родителя и не был в состоянии сдать государственные экзамены. Чтобы семья не потеряла привилегий, отец вынужден был покупать звания и степени своим сыновьям. Пасынку Жуань Чаншэну было приобретено звание «почётного кандидата императорской милостью» (эньиньшэн, 恩蔭生). Он был самым любимым из сыновей, в 1817 году занял место секретаря Палаты доходов, что, по-видимому, было всецело заслугой Жуань Юаня. В 1821 году он был переведён в историографическое ведомство как компилятор «правдивых записей» (шилу). С 1824 года он начал карьеру начальника уезда, и в 1833 году исполнял обязанности главы сразу двух префектур в столичной провинции — Юньпин и Баодин. Он скончался от отравления неправильно составленным лекарством в том же году; Жуань Юань похоронил его в Янчжоу и до конца жизни содержал его семью.
Для своих сыновей от Кун Лухуа — Жуань Фу и Жуань Ху — в 1827 году Жуань Юань купил должности директоров департаментов. Оба они состояли на действительной службе, в Первом историческом архиве КНР сохранились их служебные формуляры. Жуань Фу служил в Палате доходов, а затем провинциальным судьёй в Ганьсу и Хубэе. Жуань Ху в 1842 году сумел сдать провинциальный экзамен, и был рекомендован для обучения в столице (но это право было куплено Жуань Юанем за 4000 лянов). Императорским указом он был отправлен префектом в Сычуань. Самый младший сын — Жуань Кунхоу — не состоял на службе, поскольку по обычаю должен был заботиться о родителях. Как потомку Конфуция, хотя и по женской линии, в 1821 году ему была присвоена должность «почётного кандидата императорской милостью».
Из прочих родственников Жуань Юаня выделялся Жуань Хэн (1776—1851) — его кузен, с которым всю жизнь поддерживались самые близкие отношения. Жуань Хэн был усыновлён дядей Жуань Юаня, чтобы стать его наследником, не сумел сдать экзаменов, и всю жизнь работал на кузена. Он имел литературный талант и занимался хранением архива Жуань Юаня, а также составил собрание Вэньсюаньлоу цуншу, в который вошли 14 сочинений самого Юаня, и столько же трудов его сотрудников. Жуань Хэн служил также управляющим домохозяйством Жуань Юаня.
Жуань Юань оставил своим сыновьям значительное состояние, которое, впрочем, может быть оценено только приблизительно. По подсчётам Чжан Чжунли, с 1793 по 1835 года Жуань Юань заработал не менее 6 000 000 лянов, что высчитано из суммы его заработков на постах экзаменатора и губернатора. Как губернатор Чжэцзяна, он имел не менее 190 000 лянов ежегодно, что было вполне достаточно не только для содержания семьи и покупки недвижимости, но и для библиофильства и коллекционирования антиквариата. Кроме того, расчёты могли оказаться заниженными, поскольку по документам суммы проходили по финансовому году, а Жуань Юань занимал свои посты больше срока, с учётом ожидания вакансий или преемников. Однако следует иметь в виду, что своим сотрудникам, в том числе учёным, Жуань Юань платил жалованье из собственного кармана. Кроме того, неизвестно, приносили ли его книжные проекты хоть какую-нибудь прибыль или требовали только расходов.

## Память. Историография

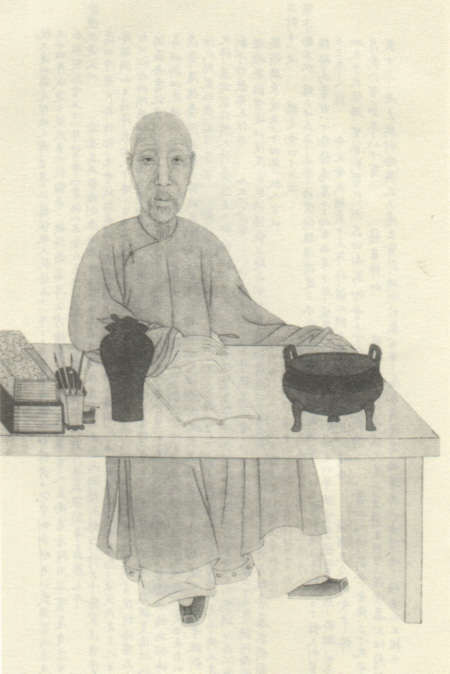
Портрет Жуань Юаня в преклонном возрасте

После кончины Жуань Юаня, императорское историографическое ведомство составило его официальную биографию (ле чжуань), которая была передана императору Даогуану на утверждение. В «Цин ши гао» его жизнеописание было включено в 364-ю цзюань. Многие важные аспекты жизни Жуань Юаня не документированы. Практически полностью утрачена финансовая отчётность, особенно по расходам, и почти все источники личного происхождения, за исключением лирической переписки в стихах Жуань Юаня и Кун Лухуа. Почти ничего не известно о его внешности, поскольку сохранилось всего два неофициальных чёрно-белых портрета, выполненных тушью, когда ему было 56 и 80 лет соответственно. Существует также парадный портрет Жуань Юаня в должности генерал-губернатора Гуандуна, доставленный главой Ост-Индской компании Джеймсом Армстоном (1781—1849) в Англию (хранится в Лондонской национальной галерее). По преданию, это был личный подарок Жуань Юаня в честь благополучного завершения дела корабля «Топаз».
Роль Жуань Юаня для современной ему интеллектуальной среды была отмечена ещё современниками, в первую очередь — Лю Шоучжэнем (1837—1882), который много общался с учёным в старости, когда он вернулся в Янчжоу после отставки. Роль Жуань Юаня не была пересмотрена после историографической революции в Китае 1920-х годов, он остался важнейшим связующим звеном между старым китайским каноноведением и современными гуманитарными науками. Несмотря на критический подход к цинским интеллектуалам, о Жуань Юане с одобрением писали Лян Цичао и Ху Ши, а также Цянь Му и Сяо Ишань. Для Лян Цичао он был выдающимся организатором в провинции и просветителем, Ху Ши отмечал его роль в становлении археологии и исследовании древних надписей, а также способность создавать серьёзные исследовательские проекты. Цянь Му в своей «Истории китайской мысли в последние 300 лет» характеризовал Жуань Юаня как «последнего учёного классического направления, жившего при династии Цин».
Интерес к личности Жуань Юаня в среде синологов возник сравнительно рано. Первая его биография на Западе (на французском языке) была опубликована Полем Висьером в журнале «Тун Бао» (Том 5, 1904), это был перевод из «Кратких биографий учёных царствующей династии» (國朝先正事略). В 1940-е годы почти одновременно вышли работы Ян Ми, Фудзицука Тикаси и Вольфганга Франке, соответственно, на китайском, японском и немецком языках. Немало места ему было посвящено и в общих работах, посвящённых Цинской эпохе. В то же время в «Кембриджской истории Китая» была предпринята ревизия его роли и положения в интеллектуальной истории: в соответствующей статье он был охарактеризован как меценат-покровитель, но не учёный, и тем более — не выдающийся государственный деятель. Жуань Юань занял заметное место в трудах Б. Элмана — известного исследователя интеллектуальной истории Китая. Элман выявил сильное влияние на него методов Дай Чжэня.
Первая специальная монография, обобщающая большой объём малоизвестных и неопубликованных источников, была издана почётным членом Гонконгского университета и Королевского азиатского общества Вэй Байди в 2006 году, и стала результатом почти 30-летней работы. Книга вызвала противоречивые отзывы рецензентов: с одной стороны, специалисты указывали, что автором собран огромный фактический материал и подробно проработана жизнь Жуань Юаня в контексте эпохи, с другой стороны, в монографии почти не было уделено места его интеллектуальным достижениям и анализу его положения в современной ему культуре. В России Жуань Юань известен сравнительно мало, однако ему посвящена отдельная статья в энциклопедии «Духовная культура Китая».

## Комментарии
1. ↑  Официальное имя, данное родителями, — Боюань («Первый предводитель», 伯元). Жуань Юань, как было принято у китайских интеллектуалов, использовал литературные псевдонимы Юньтай («Облачная башня», 云台) и Лэйтань аньчжу («Управитель Лэйтаня», 雷塘庵主). В преклонные годы он взял прозвище Исин лаожэнь («Старец, тешащий свою природу», 怡性老人)[5].
2. ↑  Вэй Байди отмечала, что в те же дни, когда Жуань Юань преодолевал этапы дворцовых экзаменов, во Франции Генеральные штаты преобразовались в Национальное собрание, положив тем самым начало Великой французской революции[34].
3. ↑  В чиновной системе эпохи Цин каждый ранг имел две ступени — основную (кит. трад. 正, пиньинь zhèng) и дополнительную (кит. трад. 從, пиньинь cóng), которые в западной литературе обозначаются буквами a и b.